# 제306보충대대
제306보충대대(第三百六補充大隊, 306th Replacement Battalion)는 대한민국 육군의 보충대이다. 1952년 2월 17일 창설되어 2014년 12월 23일에 해체하였다.

## 역사
1952년 한국 전쟁 중 부산광역시 동래구에서 창설된 제2보충대대가 1958년 의정부시 호원리로 이전한다. 1983년 3군사령부 소속의 306보충대대로 변경했고, 1989년 용현동에 자리를 잡는다.
306보충대대는 제102보충대대와 함께 입대하는 대한민국의 장병들이 거쳐가는 대표적인 곳이였다. 제3야전군 예하 15개 사단의 입영 장정 관리 및 호송을 담당하였다. 이 부대는 교통편이 어려웠던 시절, 각 부대로 배치되기 전 장병들을 모으는 중간 지점 역할을 해왔다. 매주 화요일에는 이 곳 일대가 북적거렸다. 매주 한 차례씩 입소식이 열렸기 때문이다. 입영 장정들과 부모들이 작별의 눈물을 쏟아내던 곳이다. 입대자들은 이 곳에서 3박 4일 동안 대기하다가 해당 예하 사단의 신병교육대로 갔다. 이곳을 거쳐간 입영 장정만 해도 연간 8만에서 10만 명 정도로, 모두 합치면 무려 500만 명에 달한다.

### 해체
그러나 점차 교통이 발달하면서 중간 지점 역할의 필요성이 적어졌다. 이에 군부대 통폐합 조치의 일환으로 해체가 결정되었다. 대한민국 육군은 306보충대를 해체함으로써 연간 약 22억 원의 예산 절감과 행정 간소화가 이뤄질 것으로 기대하였다. 그리고 2014년 12월 23일의 마지막 입영식을 끝으로 해체되었다.
2015년 1월부터 경기도와 강원도 철원 지역의 군부대 입영자들은 306보충대를 거치지 않고 각 사단의 신병교육대로 직접 입영하게 된다. 그 동안 입영 장정들을 대상으로 영업하던 의정부 지역의 식당, 숙박업소 등 상인들은 반대의 목소리를 높였다. 보충대의 입구에 해체 반대 현수막이 걸렸는데, 그 만큼 306보충대가 지역 경제에 이바지 해왔음을 알 수 있다. 의정부시는 이 곳 부지를 체육, 문화시설로 만들기 위해 대한민국 국방부와의 부지매각을 진행하고 있다.
2018년 부대가 완전히 폐쇄된 후 의정부시는 306보충대대 부지를 생태융합공간으로 조성을 추진할 예정이다.

## 연혁
- 1952년 2월 17일: 부산 동래에서 5개 중대로 구성된 제2보충대대 창설
- 1958년 11월 30일: 경기도 양주군 의정부읍 호원리(현 의정부시 호원동)로 부대 이전
- 1959년 4월 1일: 제3보충대대에 배속
- 1960년 2월 20일: 제1야전군사령부에 예속하면서 제101보충중대로 개편
- 1962년 10월 10일: 제101보충대로 증편
- 1963년 9월 30일: 제101보충대대로 증편
- 1971년 1월 15일: 제2군수지원사령부에 배속
- 1973년 7월 1일: 제3야전군사령부에 예속
- 1983년 7월 1일: 제306보충대대로 명칭 변경
- 1989년 12월 15일: 의정부시 용현동으로 이전
- 2014년 12월 23일: 마지막 입영식, 부대 해체

## 사진

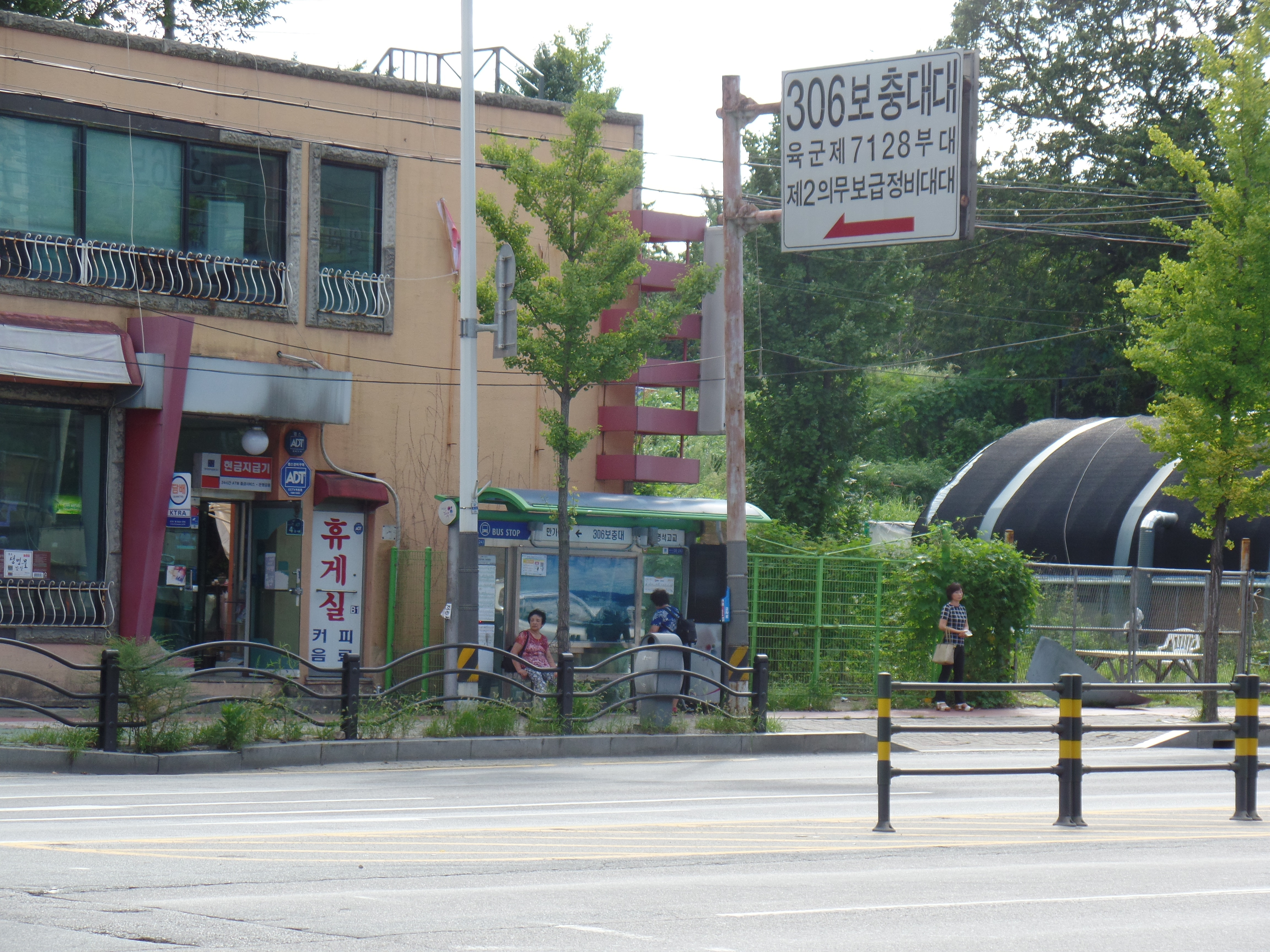
입구 표지판과 306보충대대 앞 버스정류장
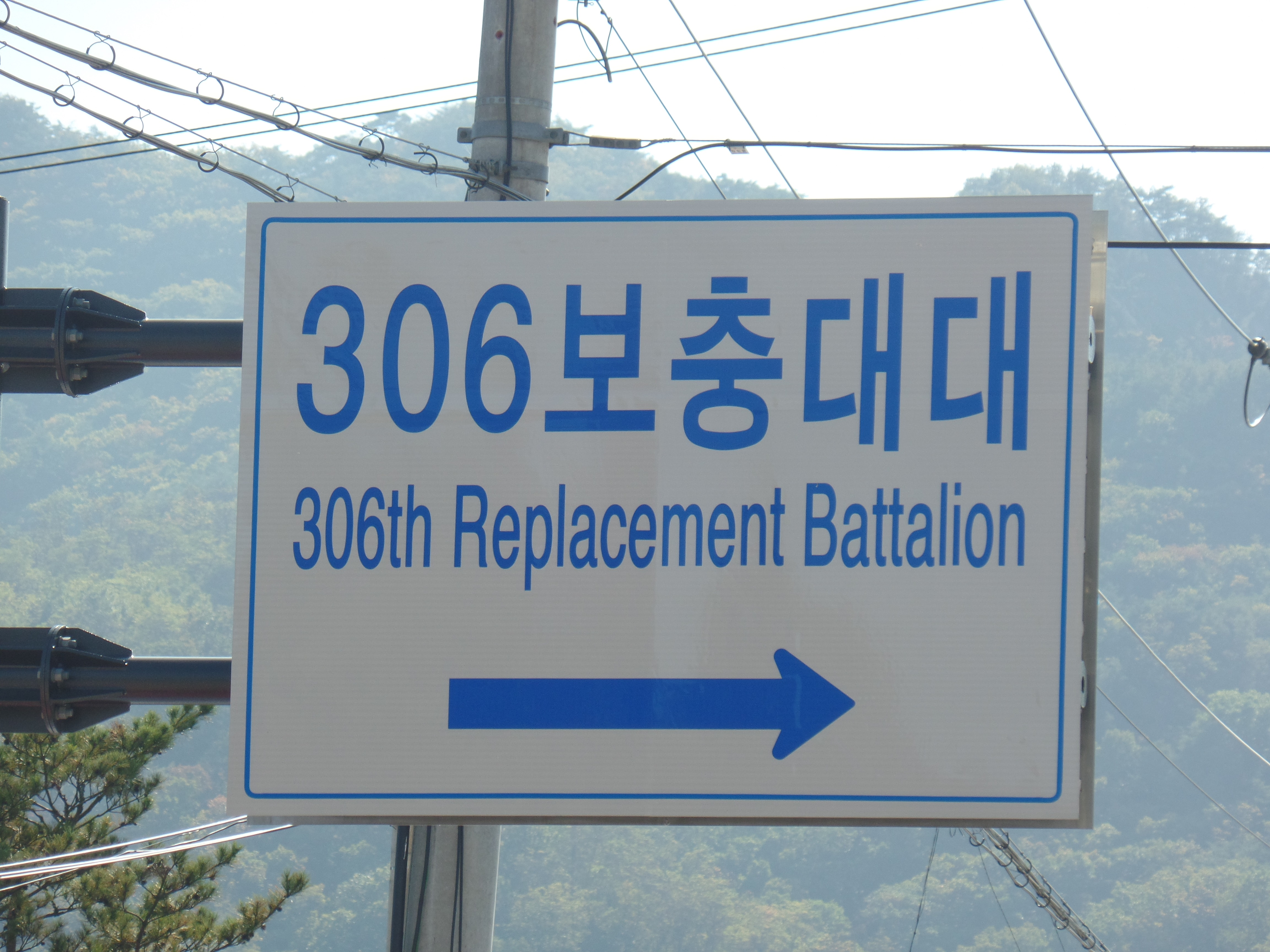
입구 표지판
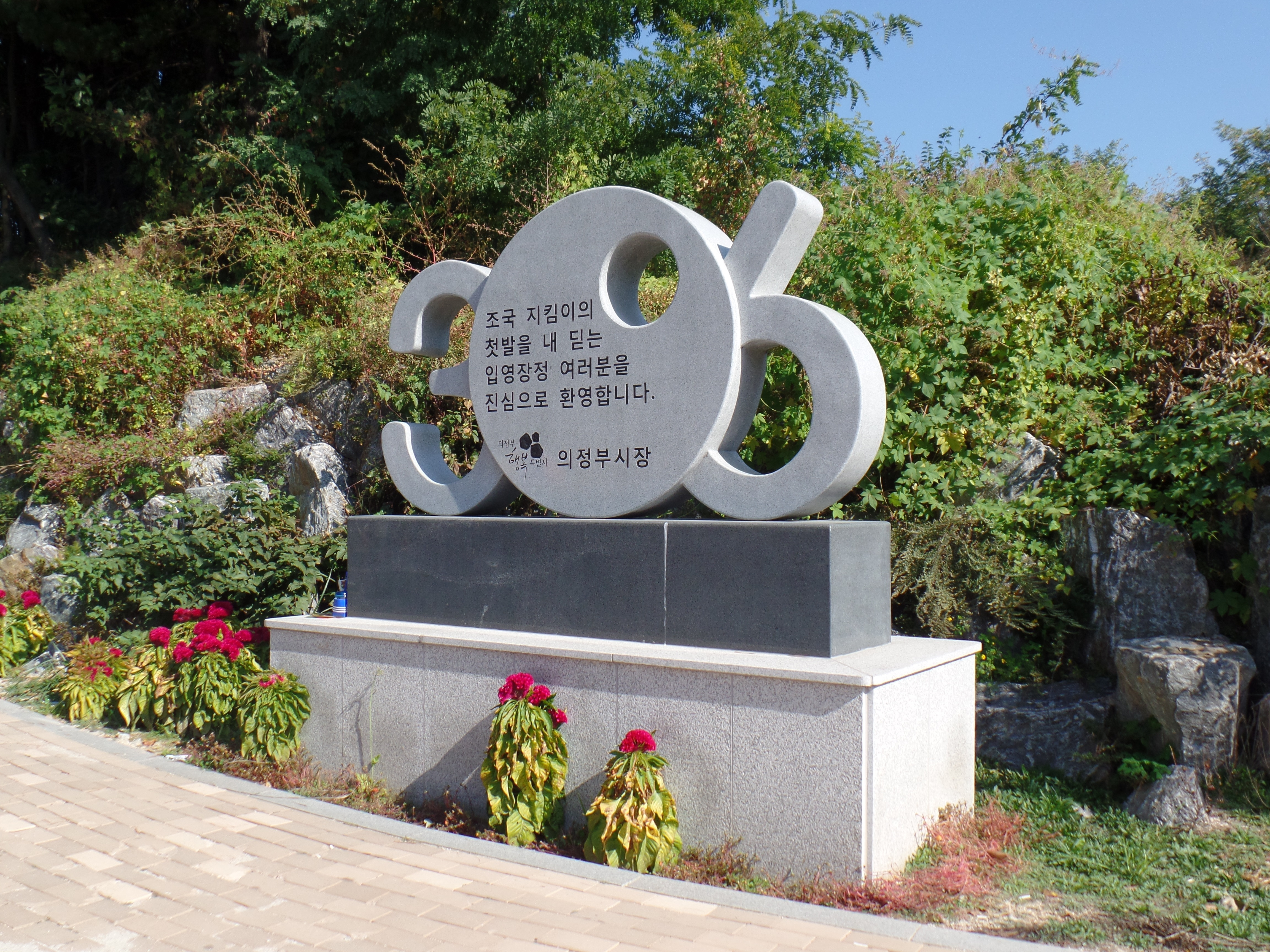
입영 환영석
안내문
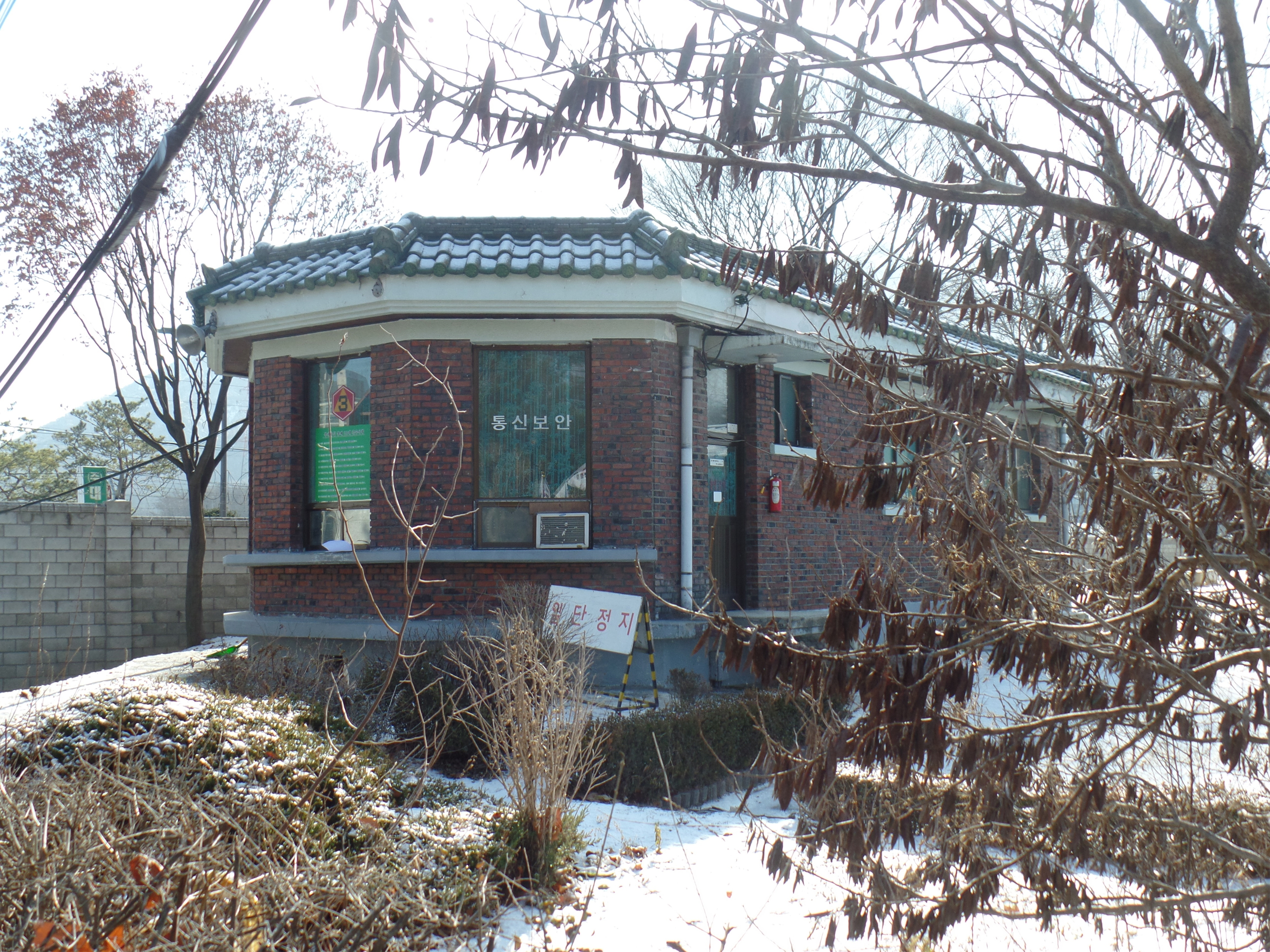
위병소
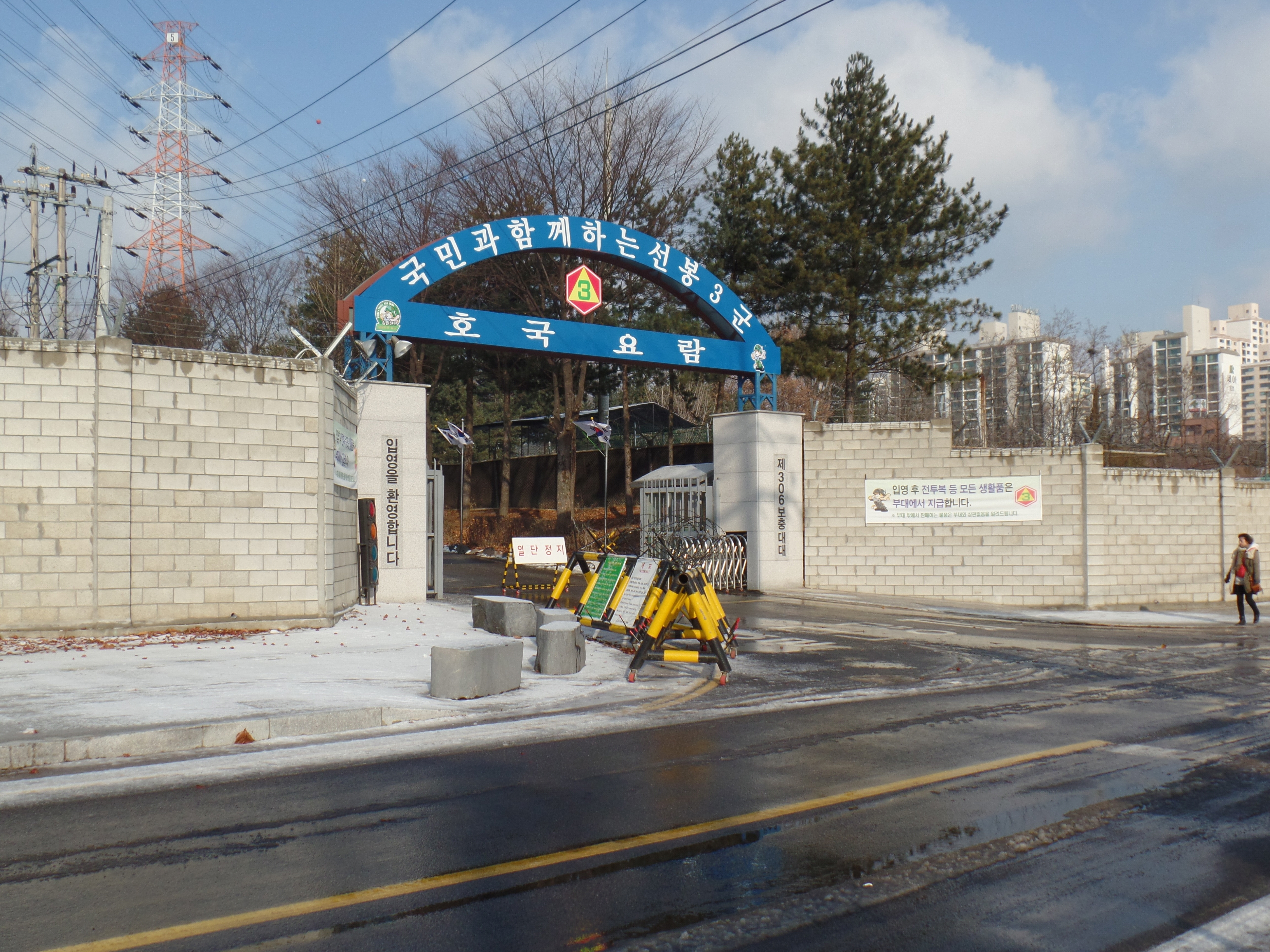
정문(입구방향)
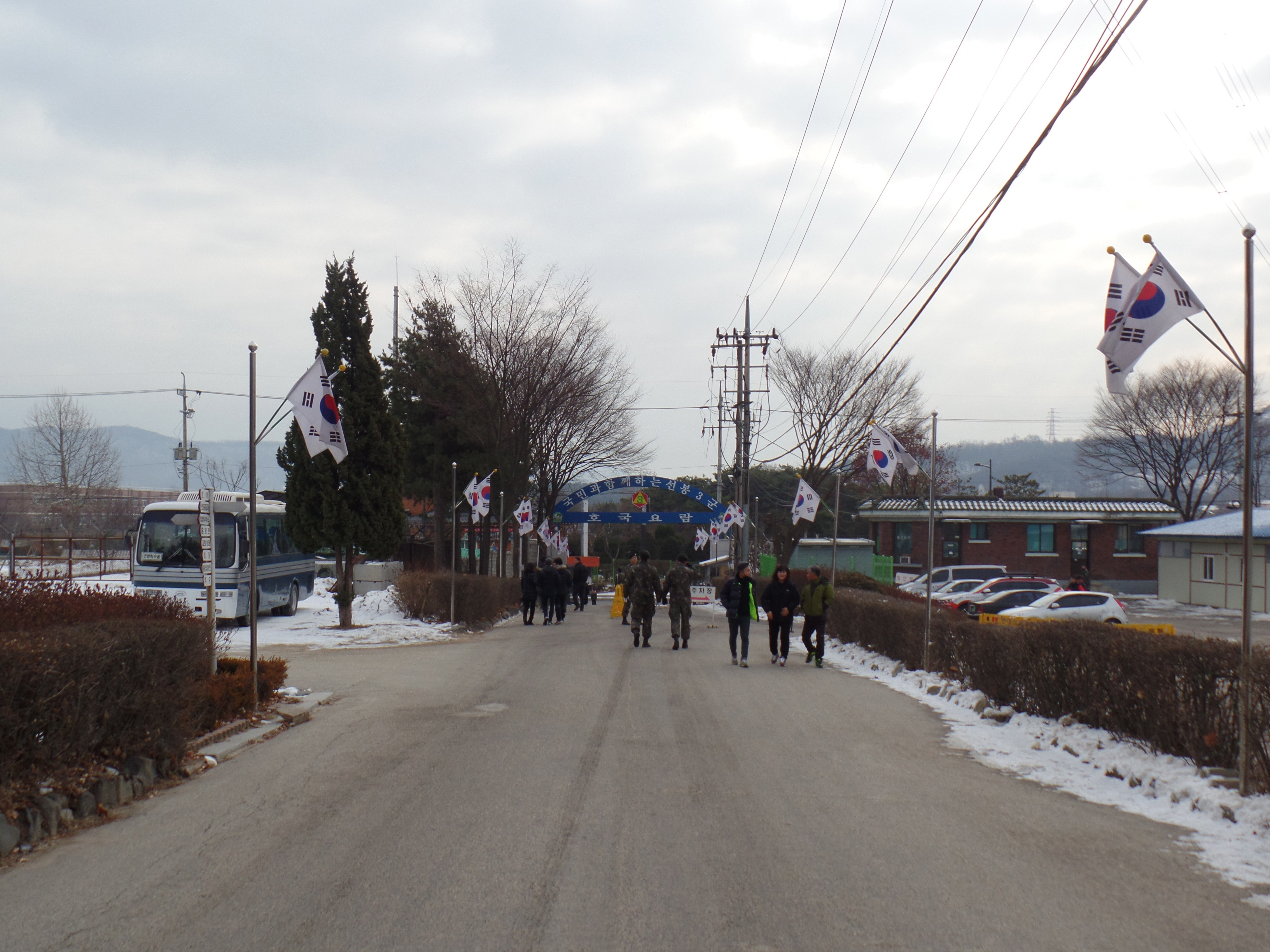
정문(출구방향)
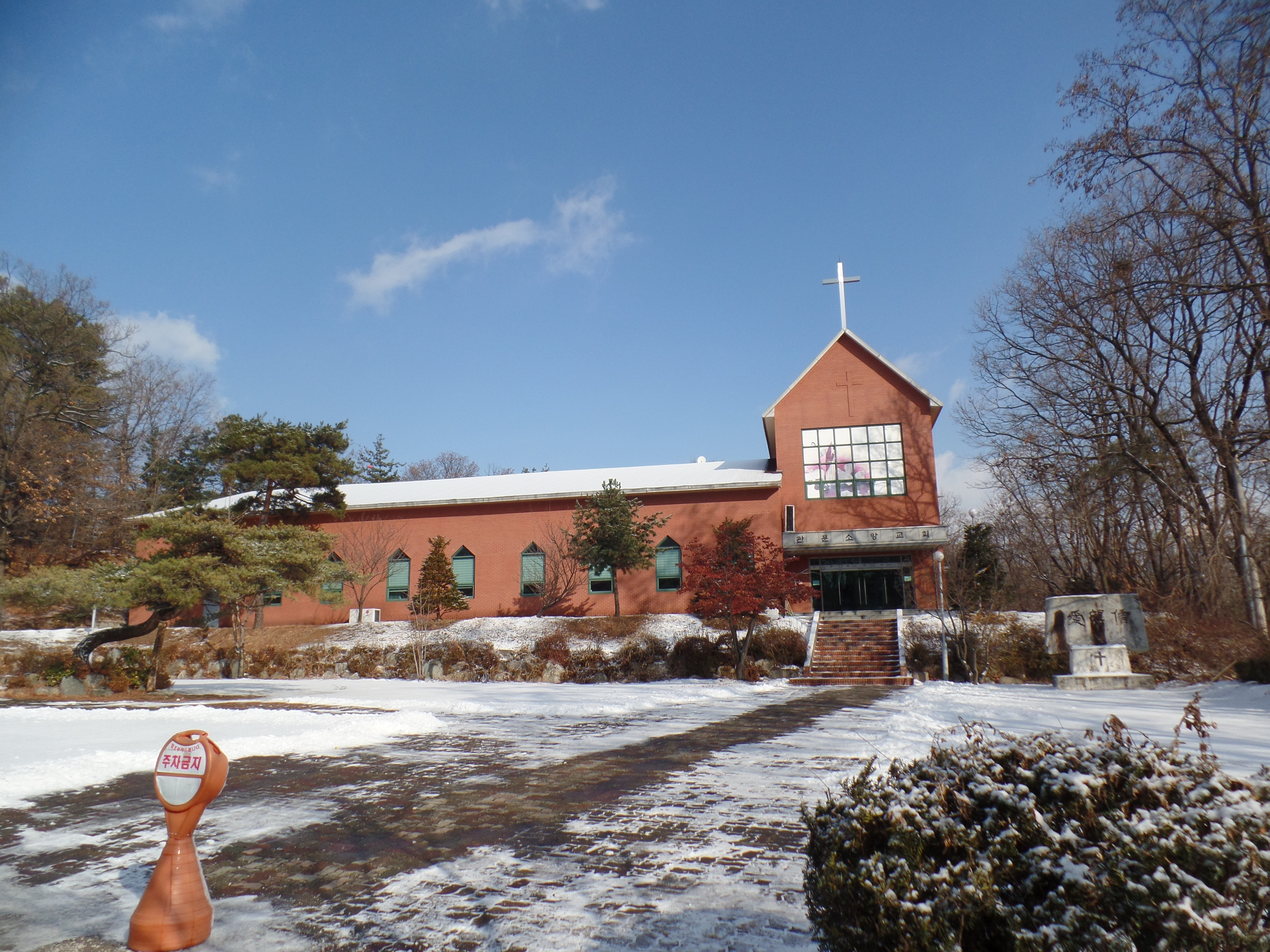
종교시설(교회)
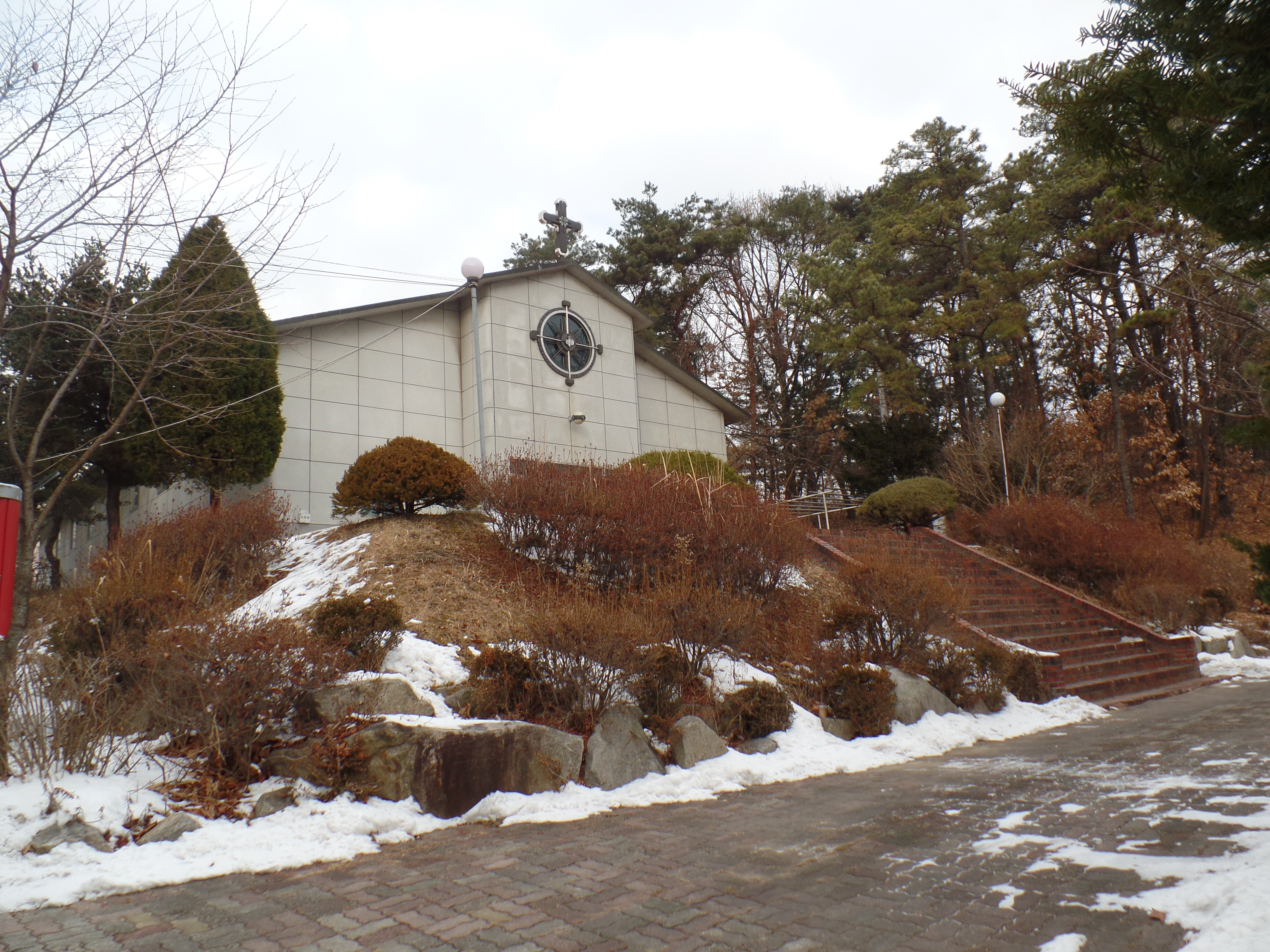
종교시설(성당)
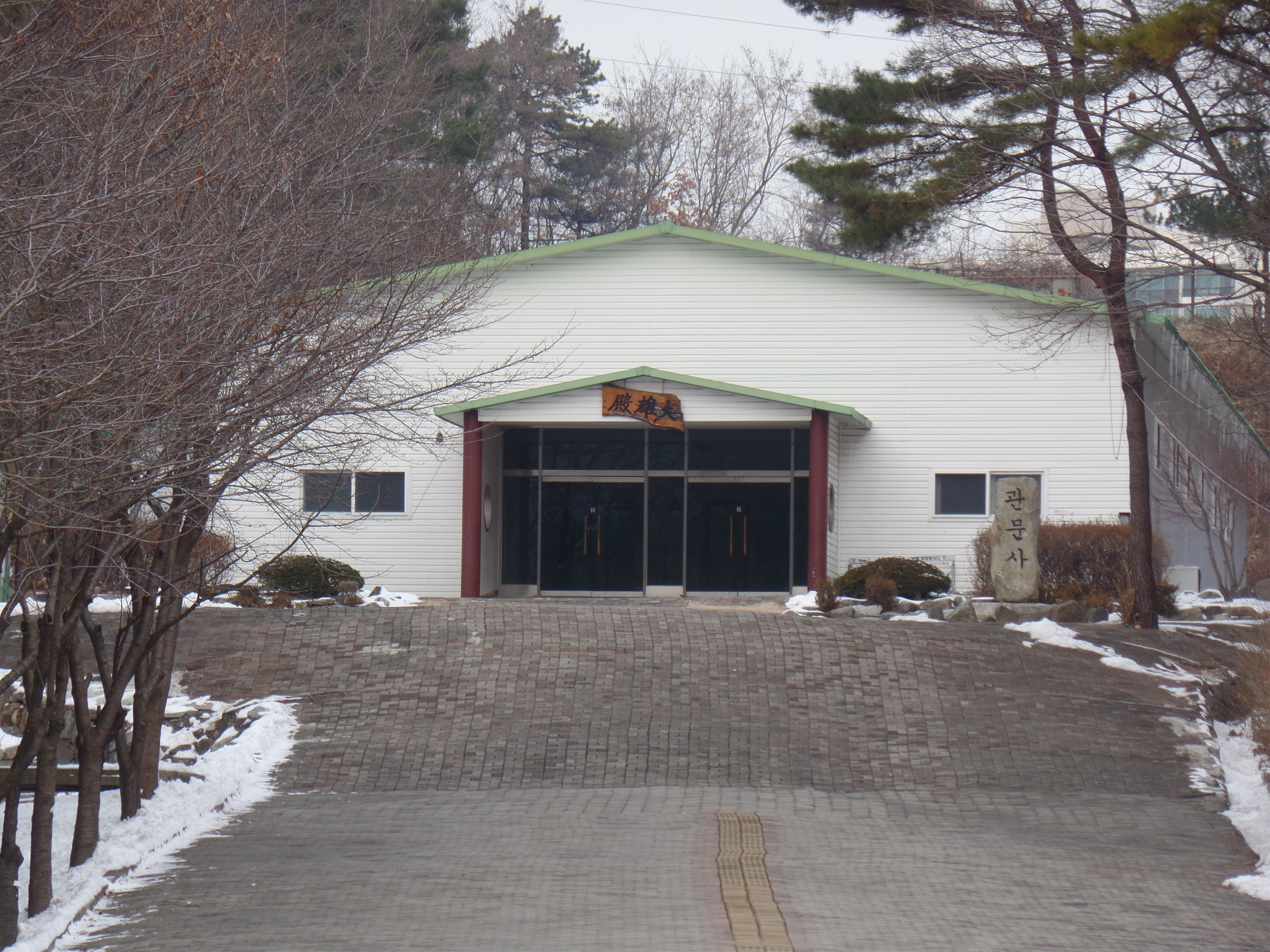
종교시설(법당)
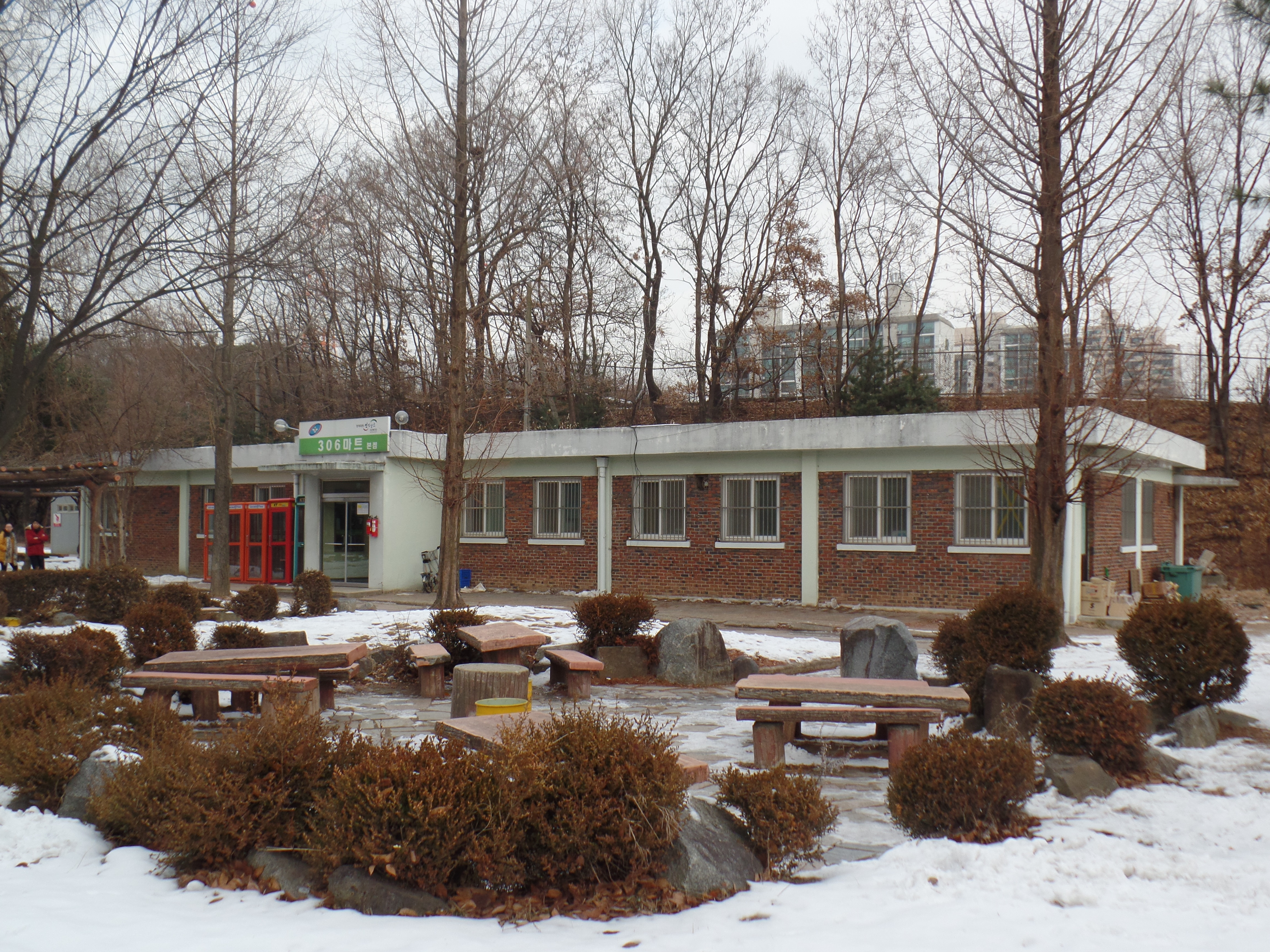
PX(매점) 건물
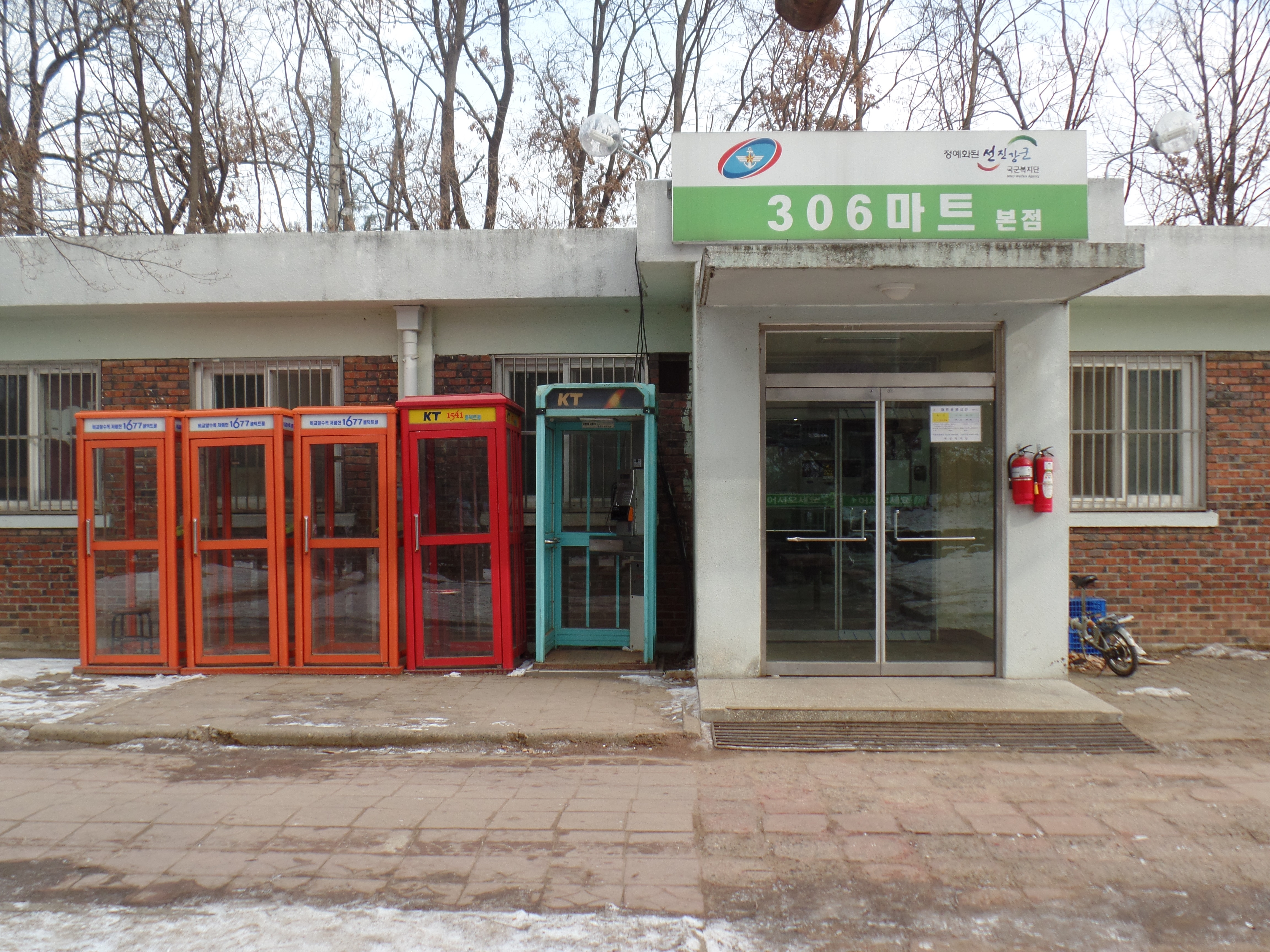
PX(매점) 입구
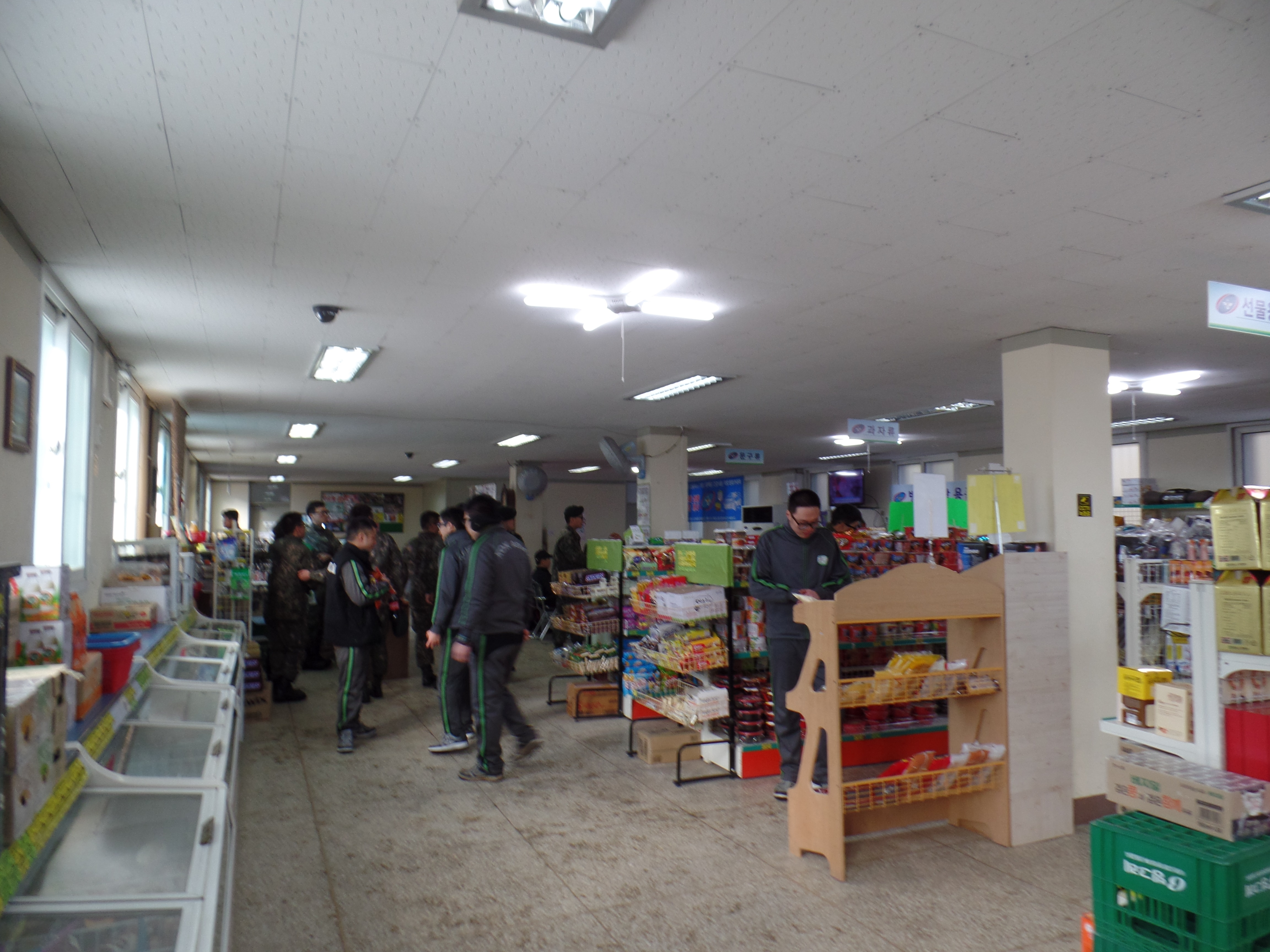
PX(매점) 내부
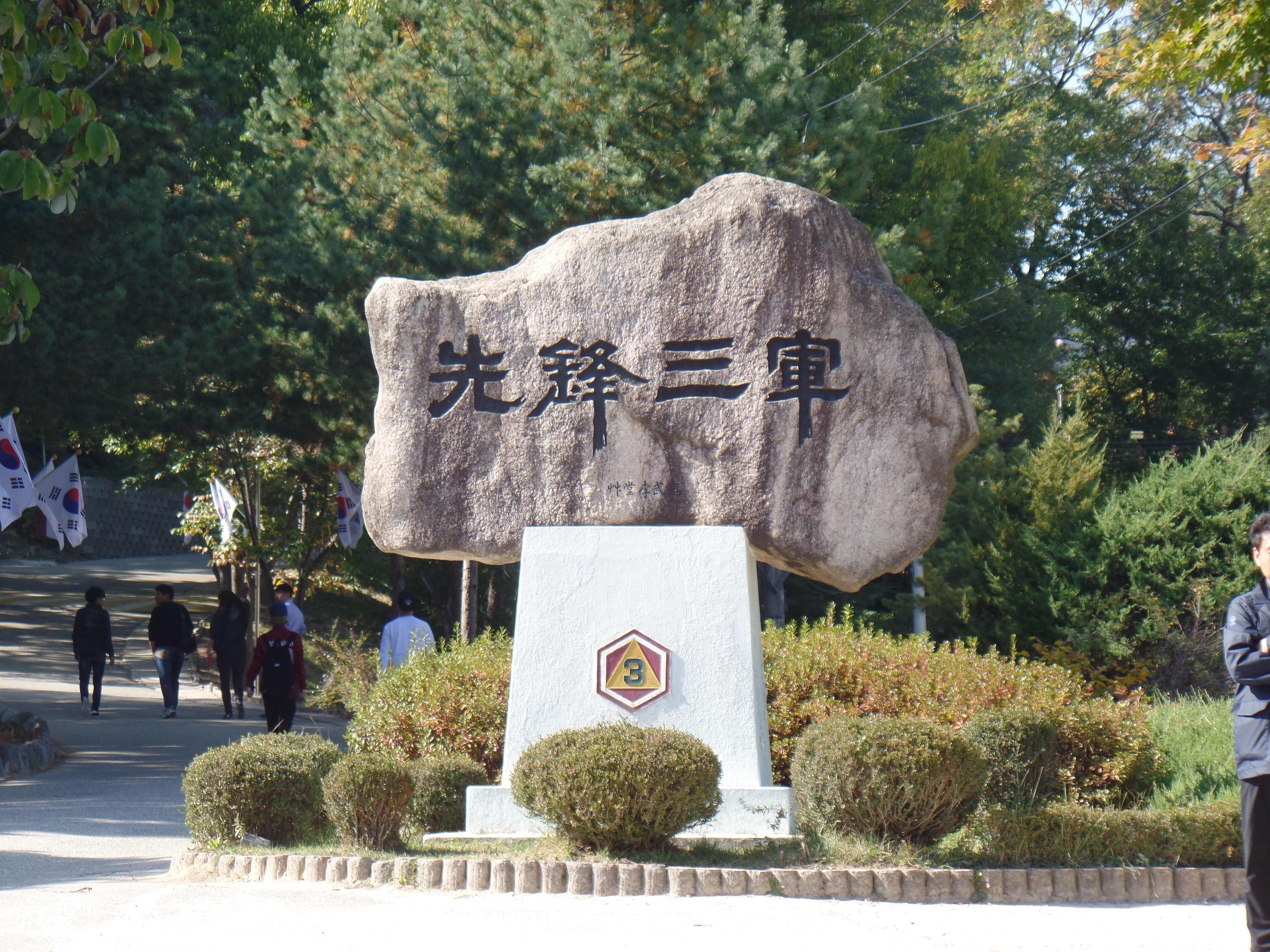
제3야전군 기념석
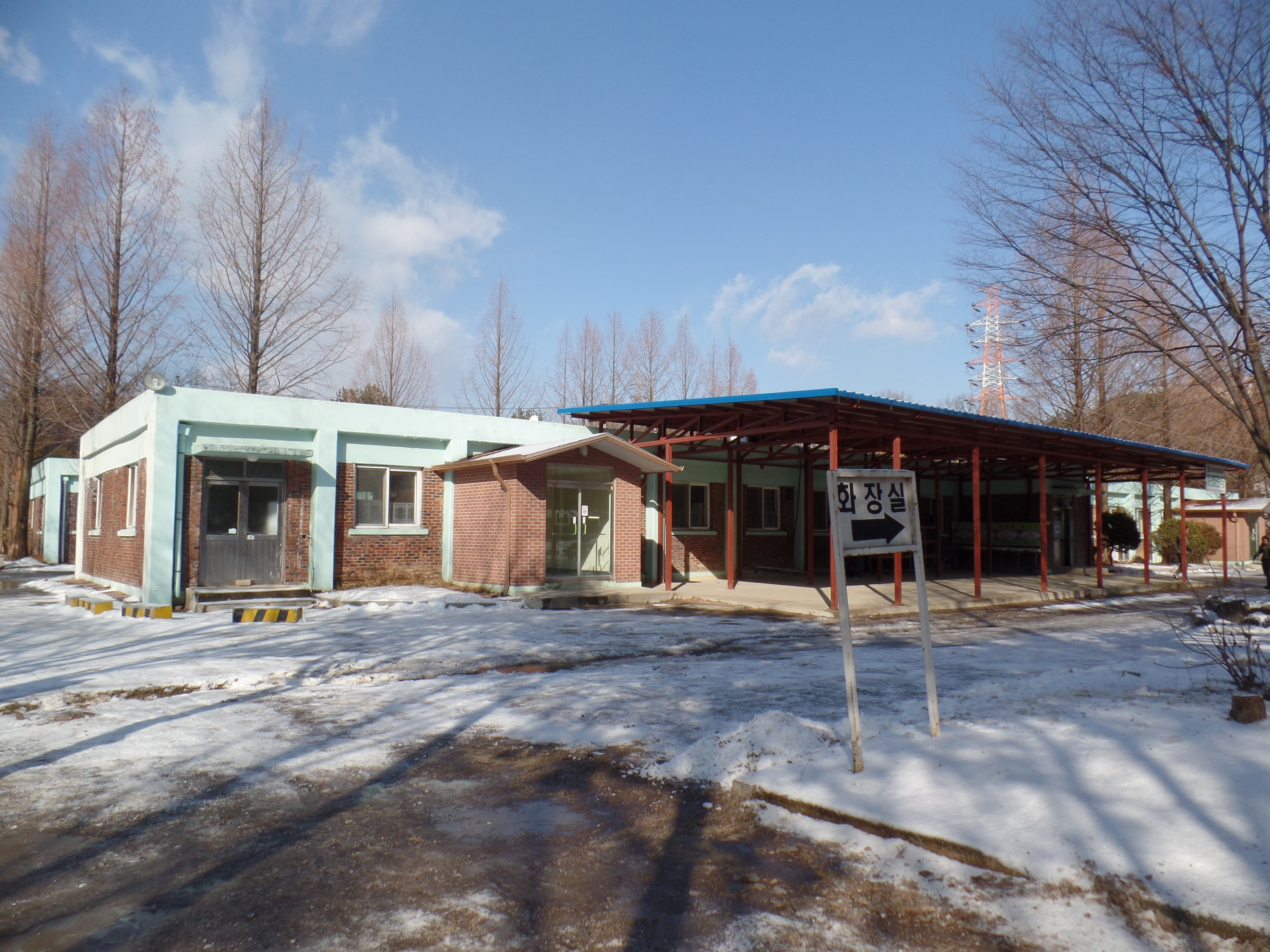
식당 건물
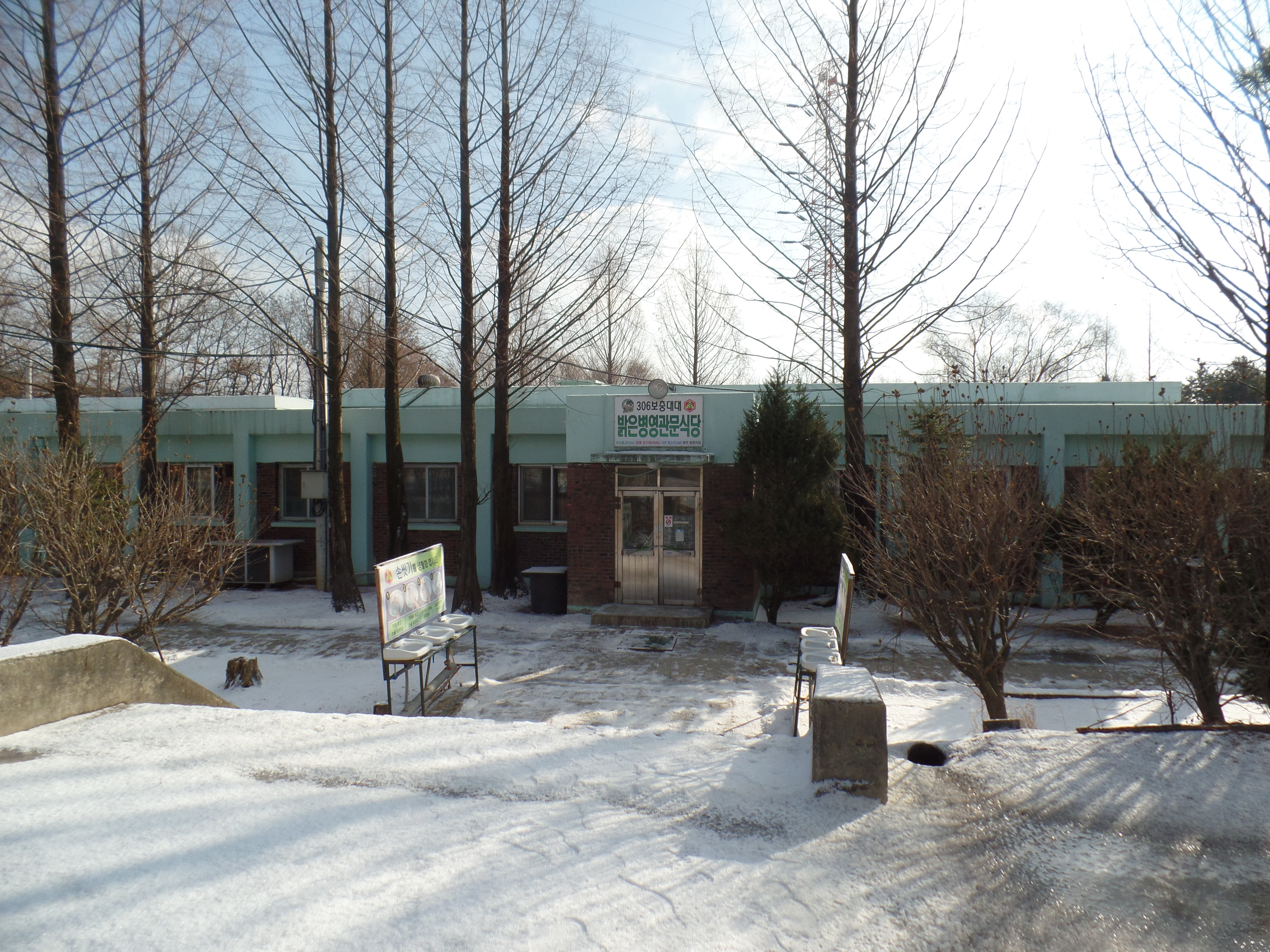
식당 입구
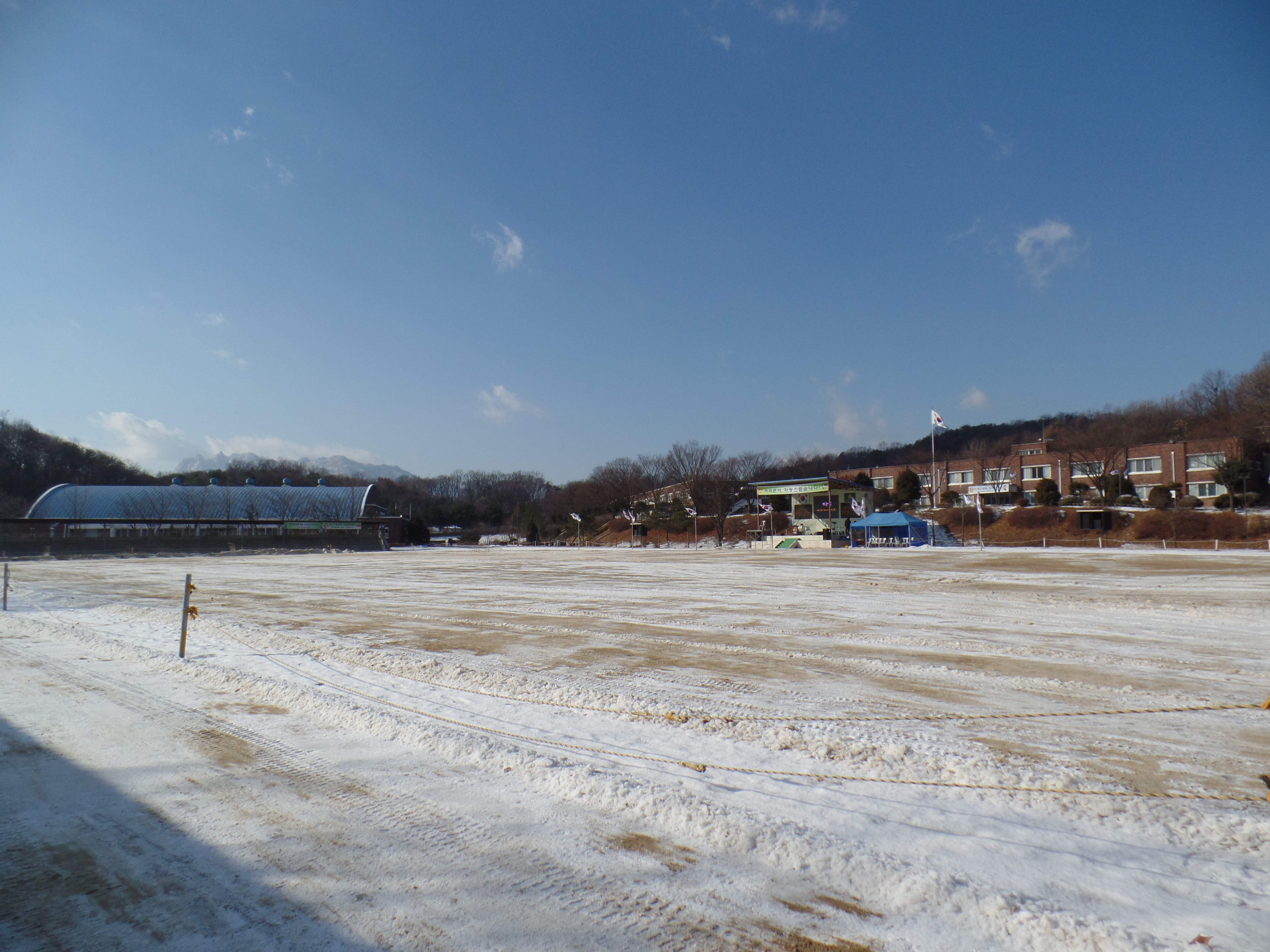
연병장과 병영건물
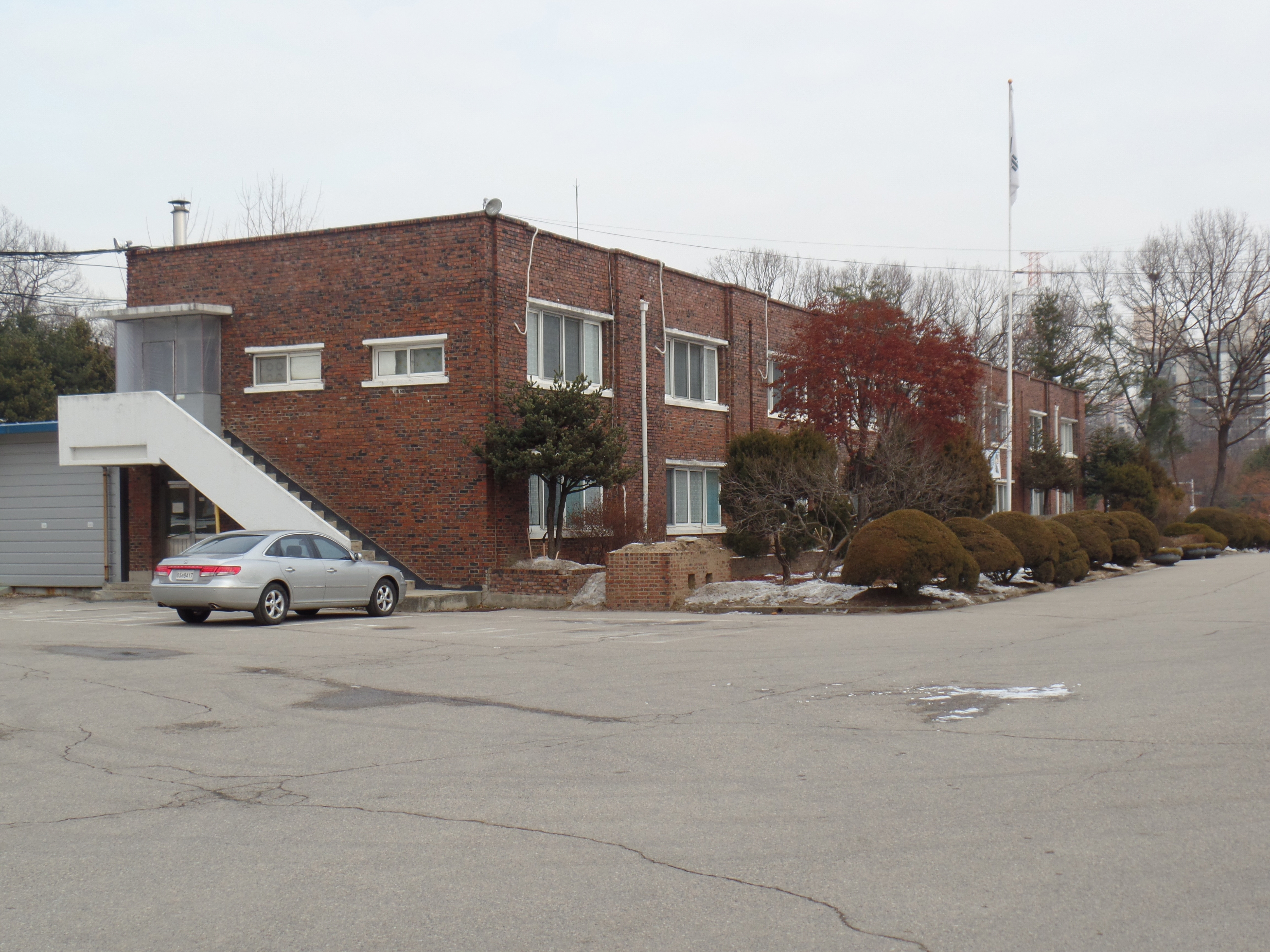
본청 건물
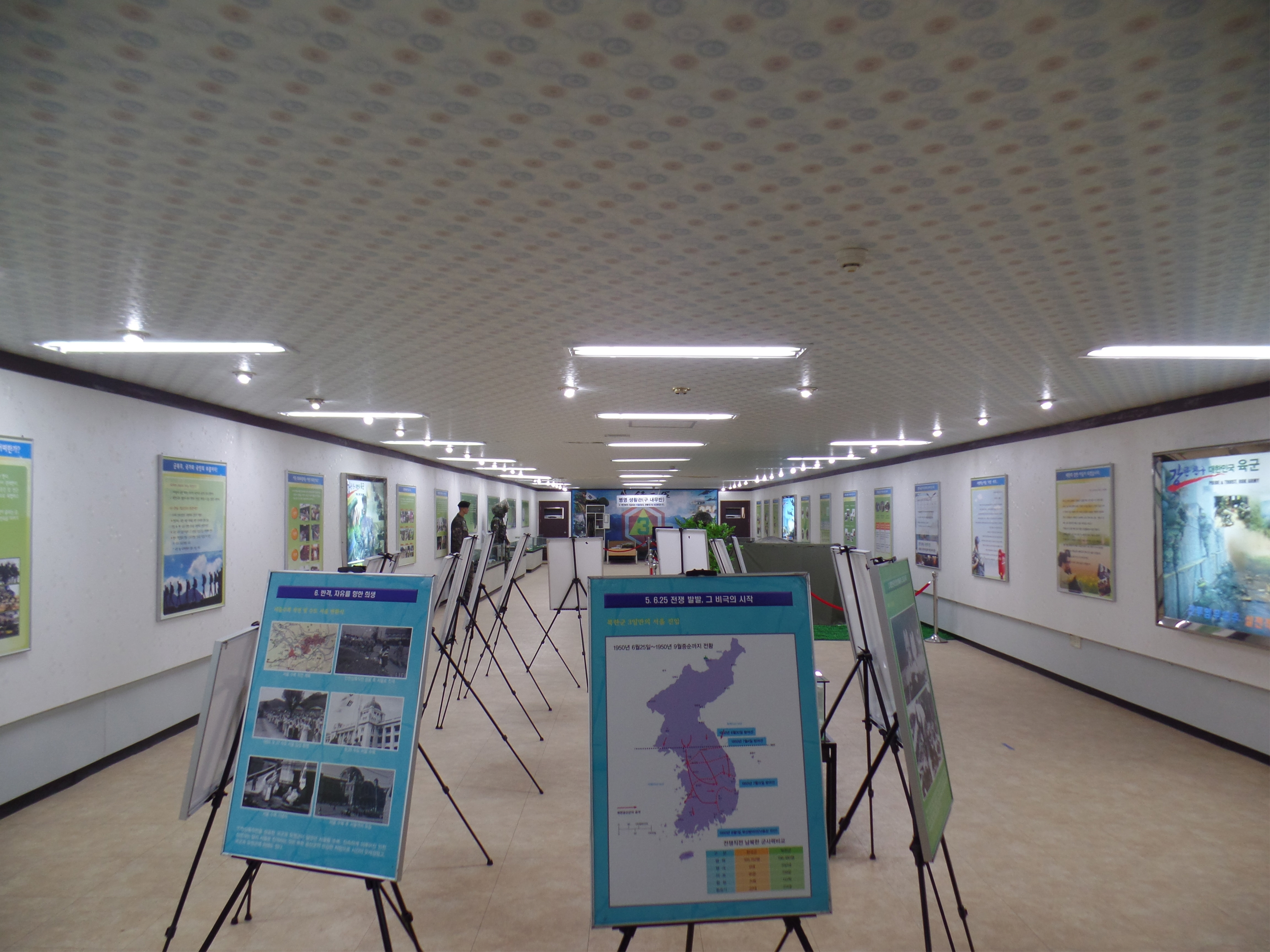
홍보관 내부
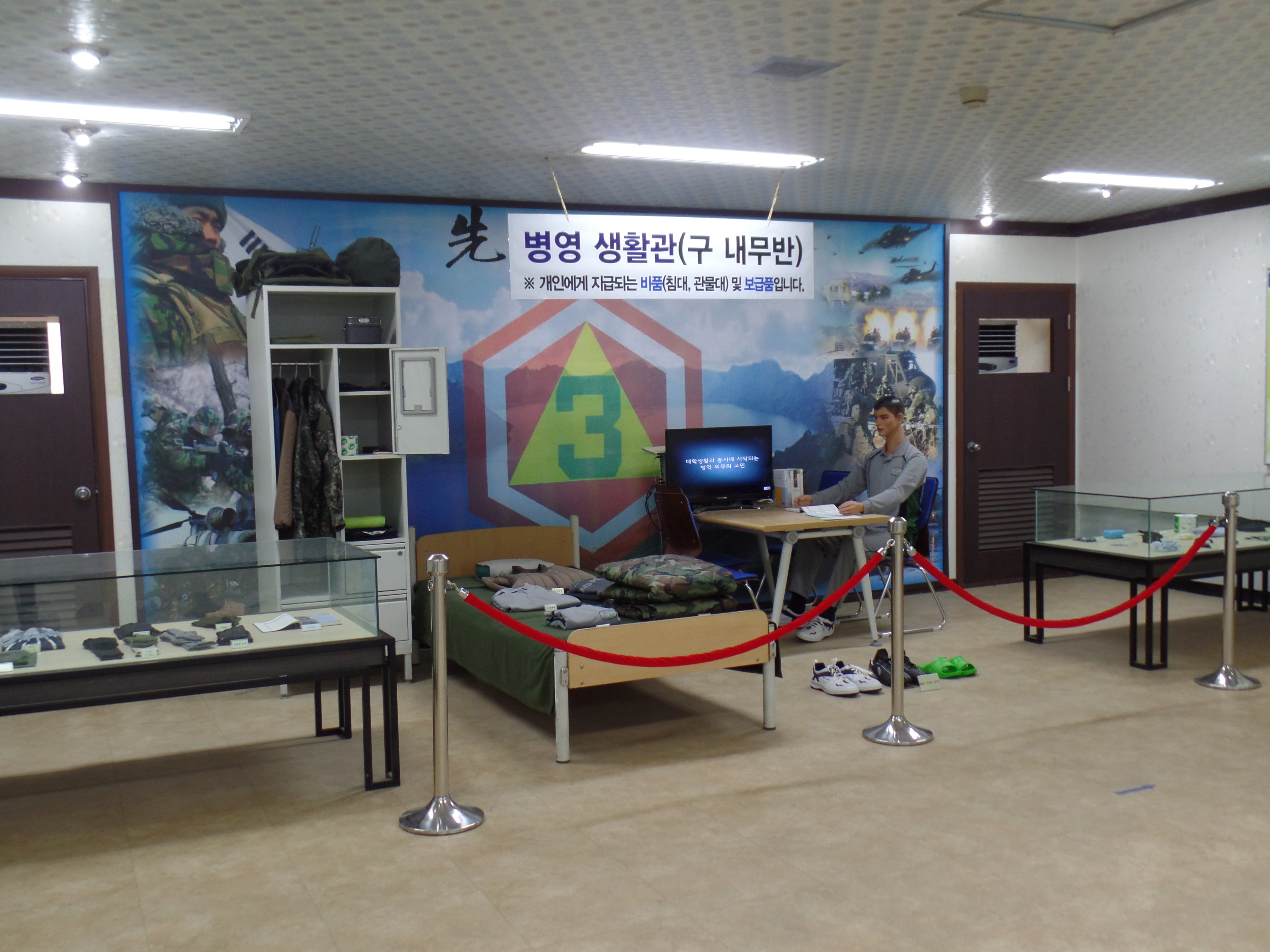
홍보관 전시물
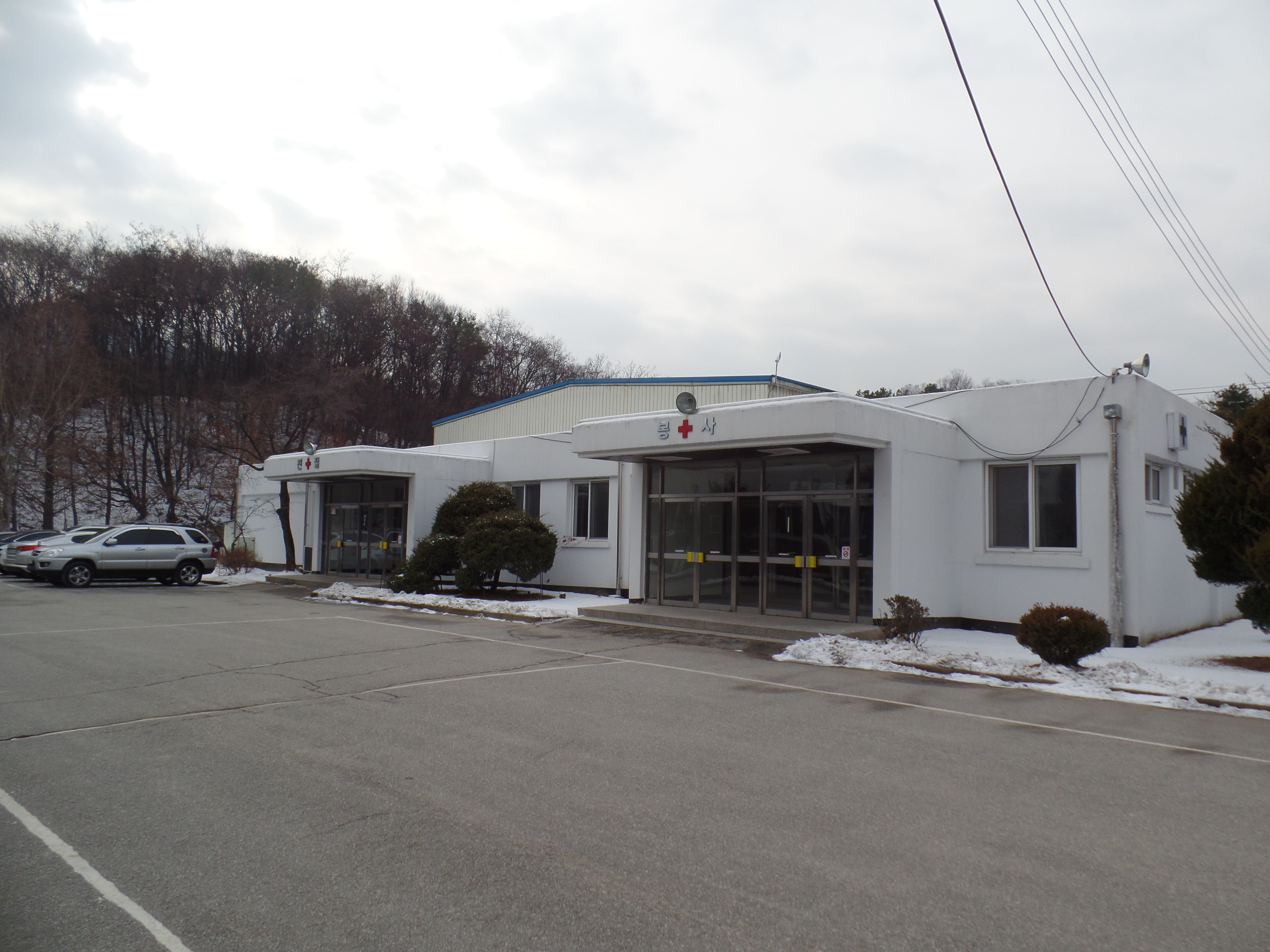
신체검사장(의무대) 건물
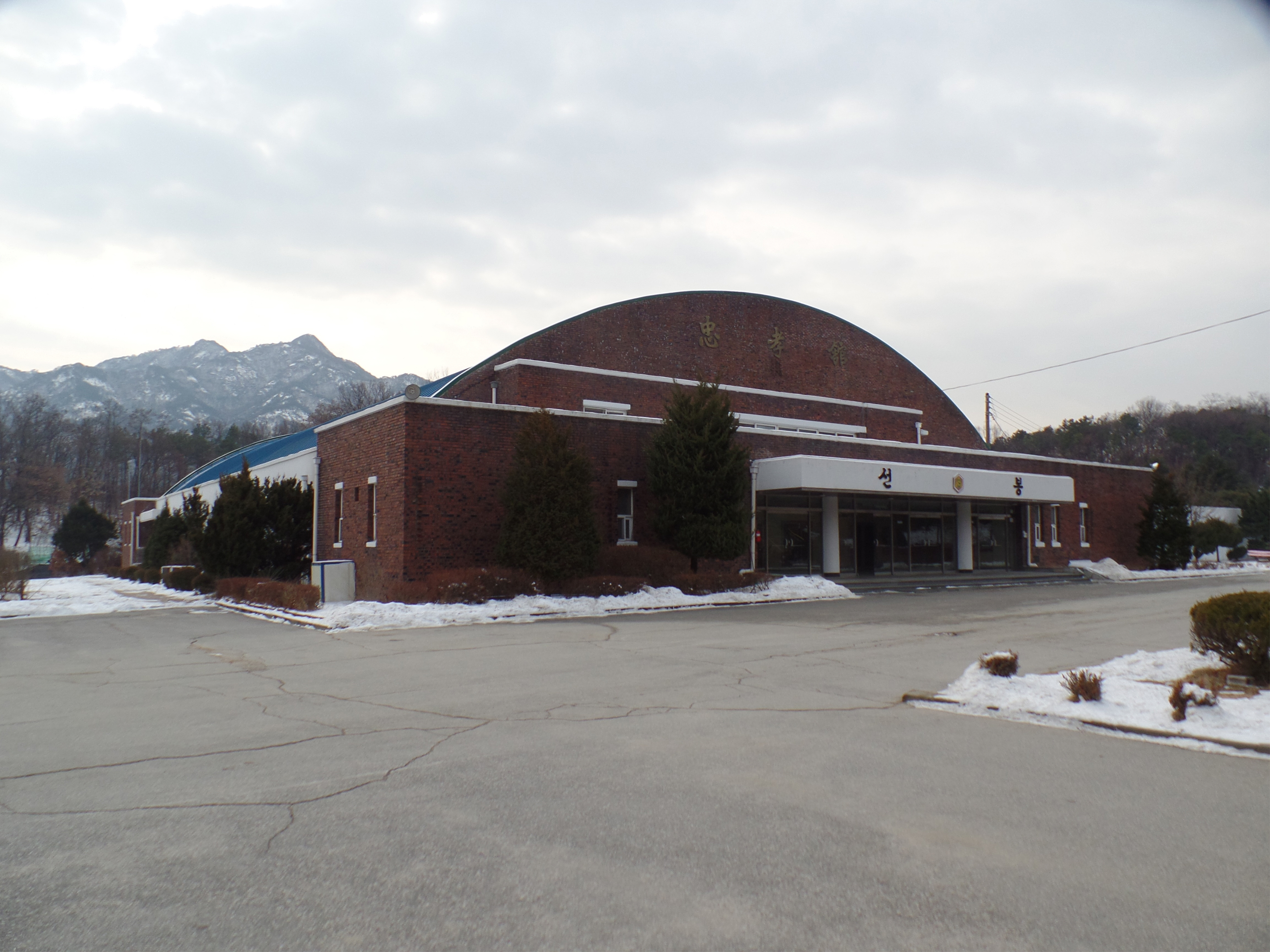
충효관
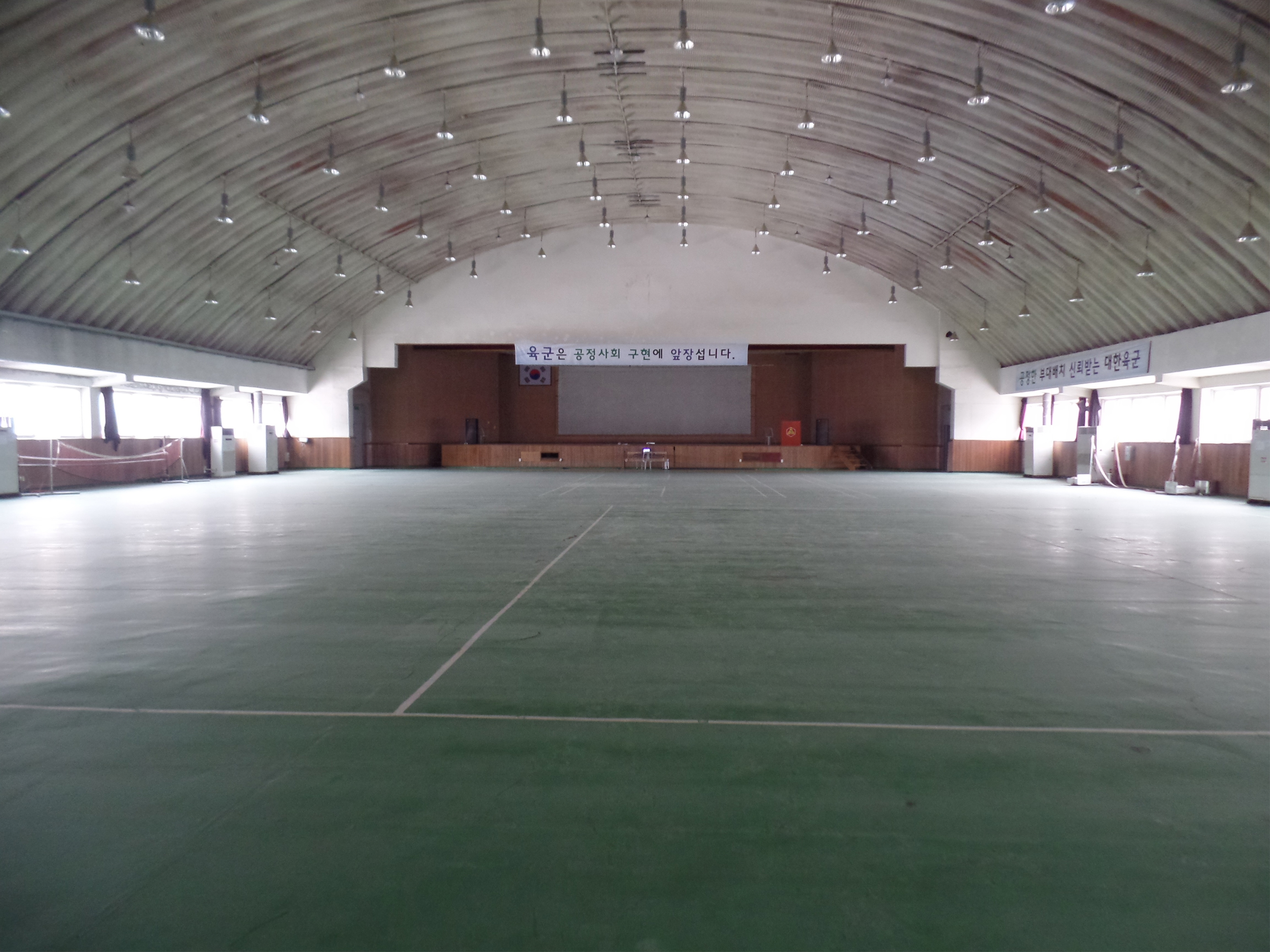
충효관 내부
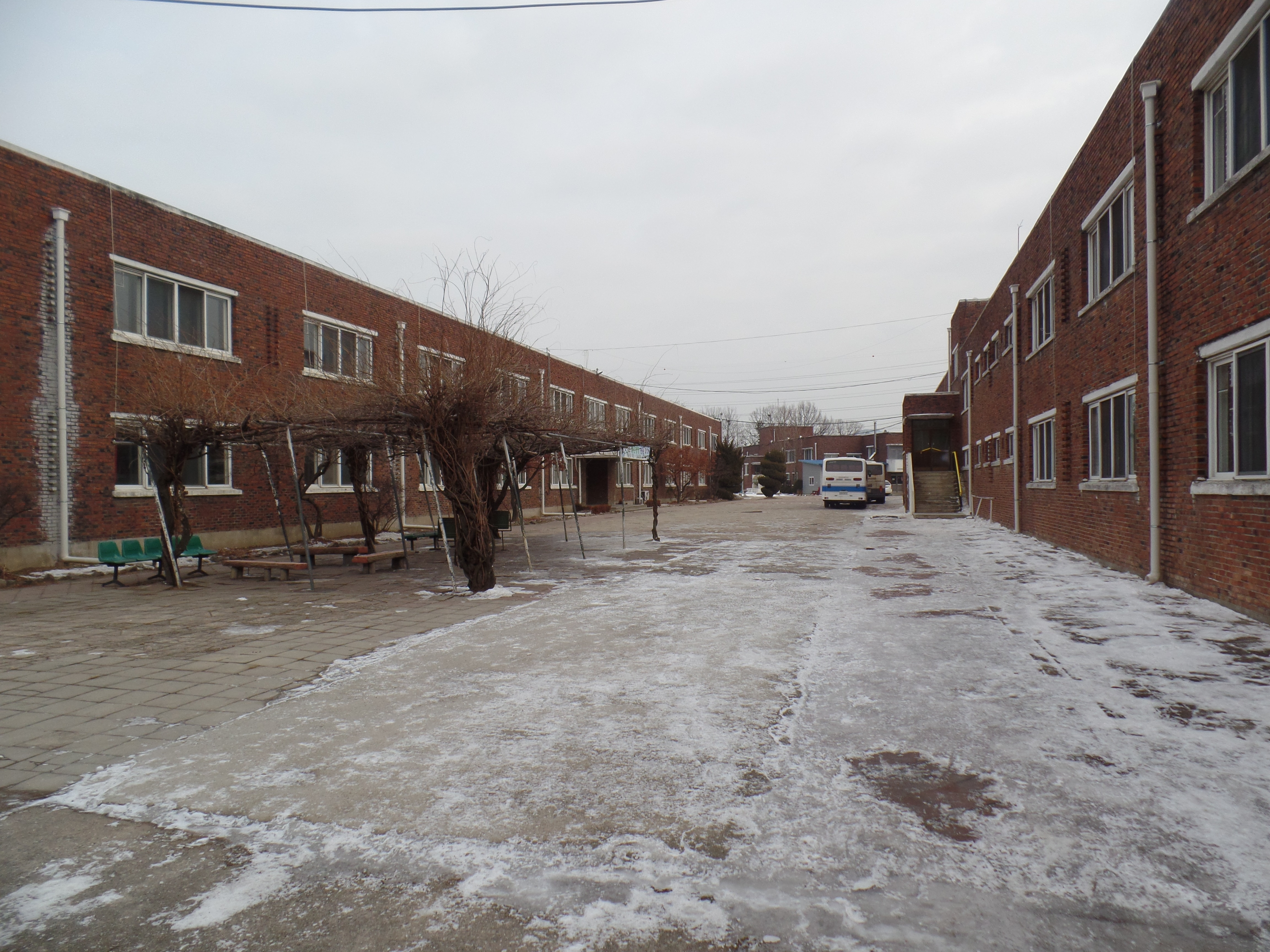
병영 건물과 마당
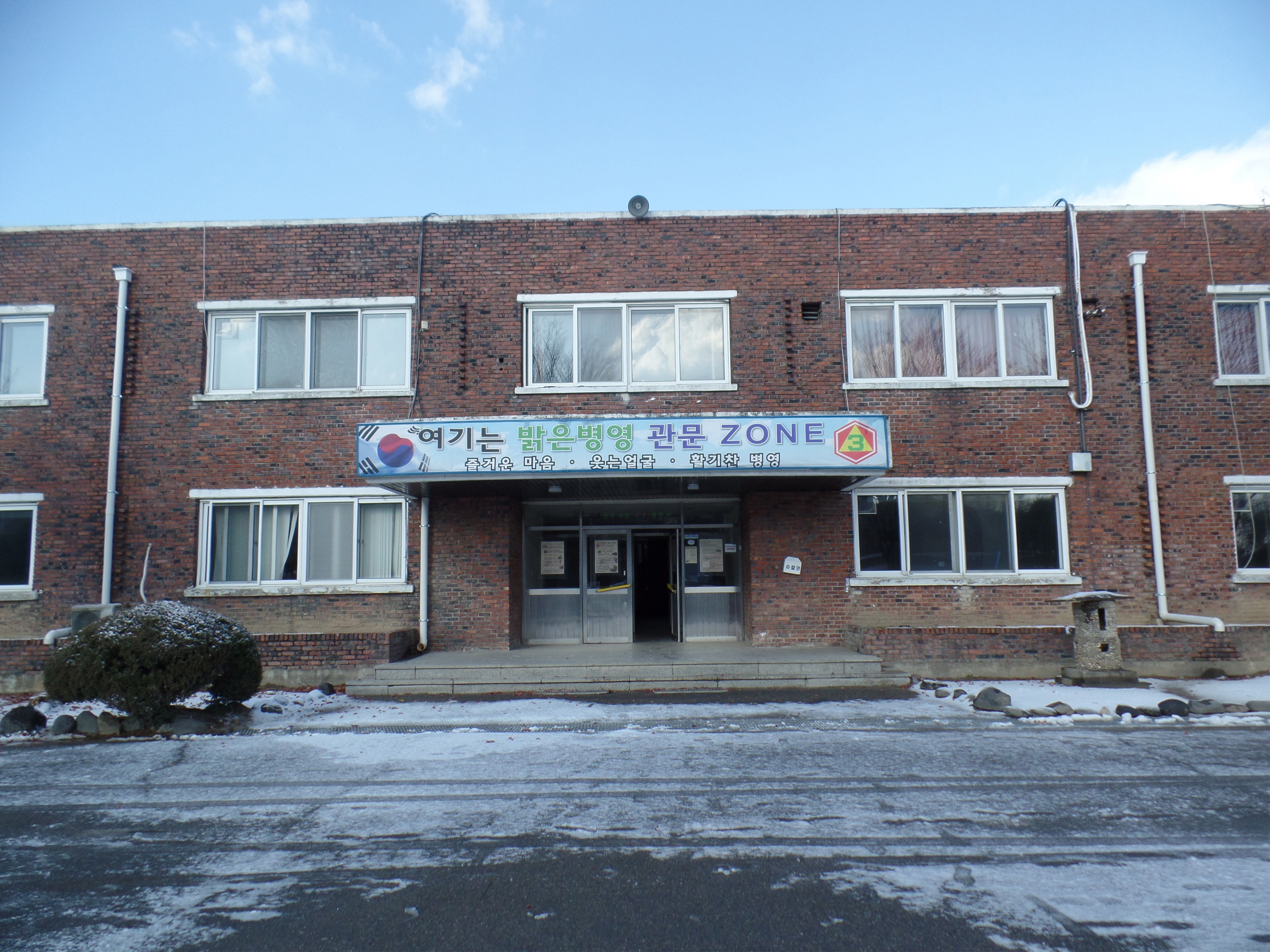
병영건물 입구
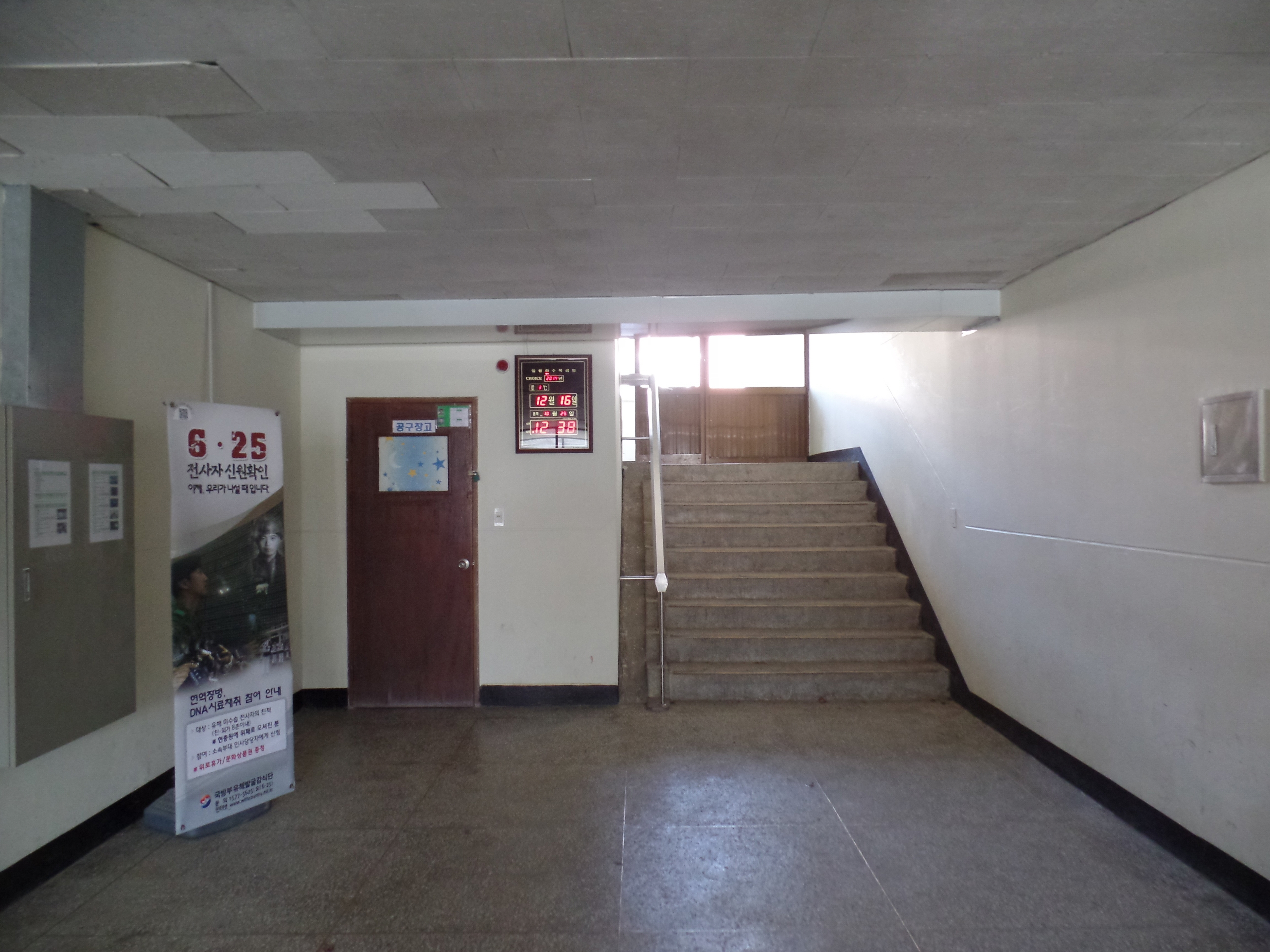
병영건물 내부 계단
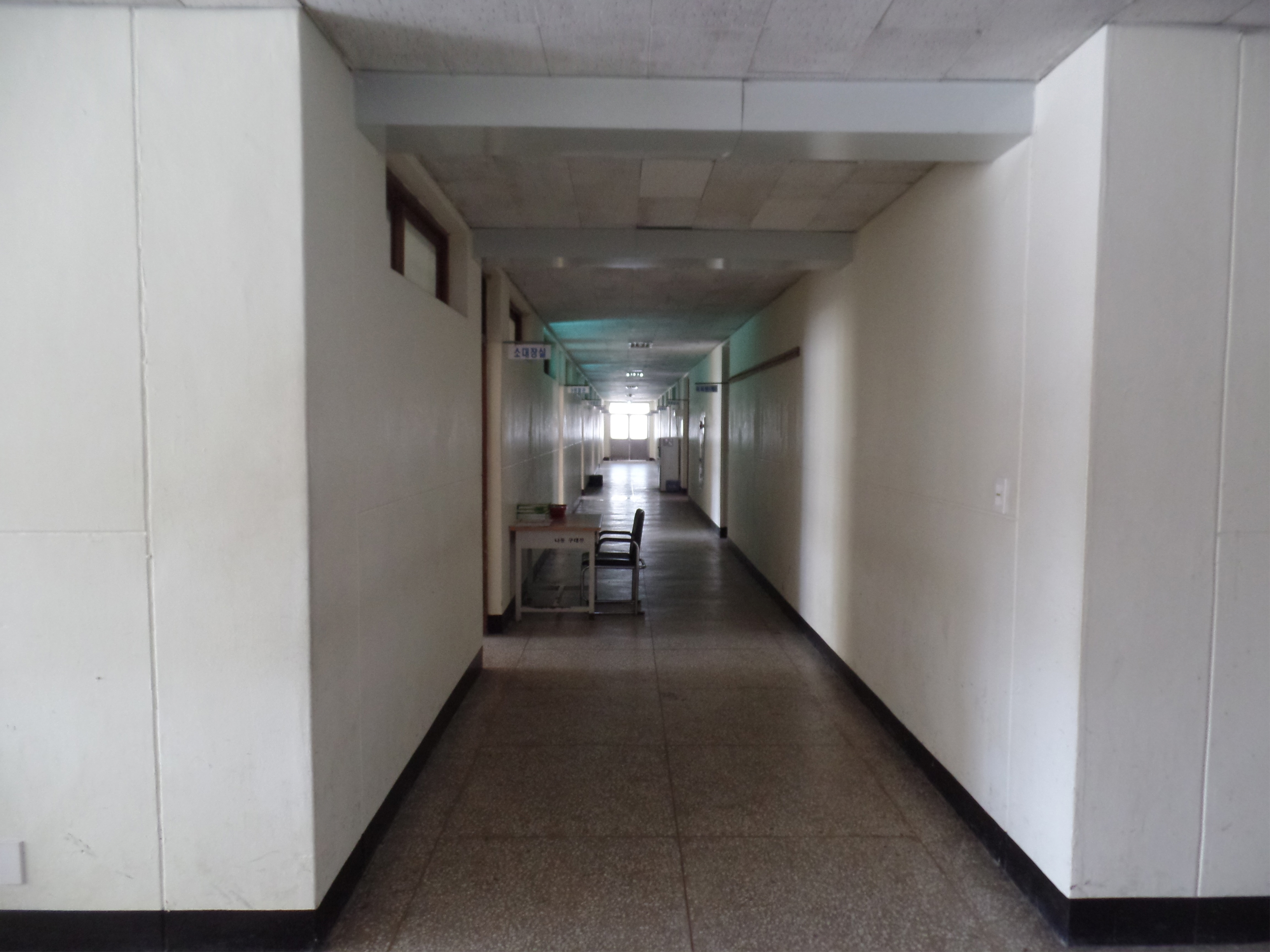
병영건물 내부 복도
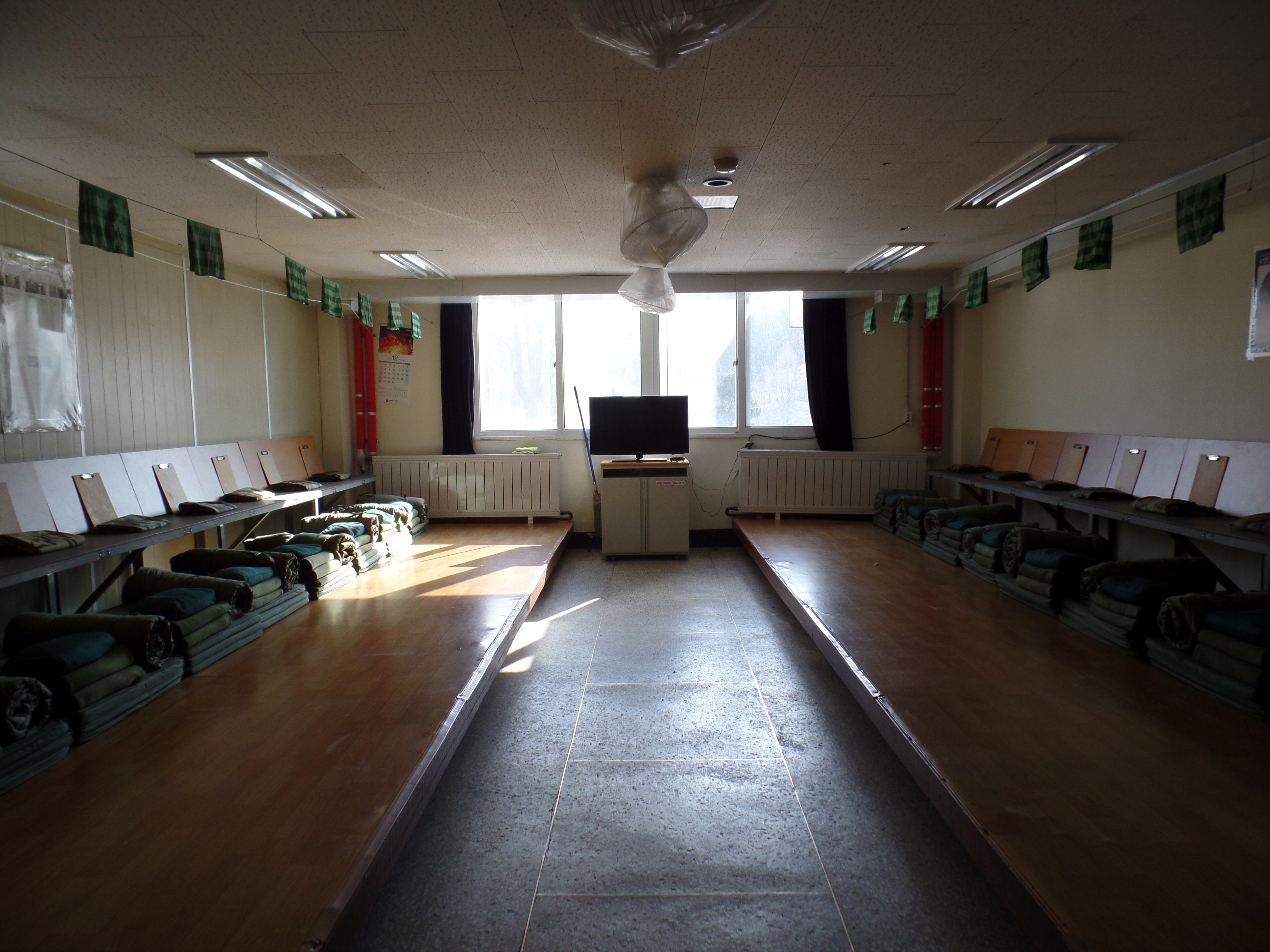
생활관
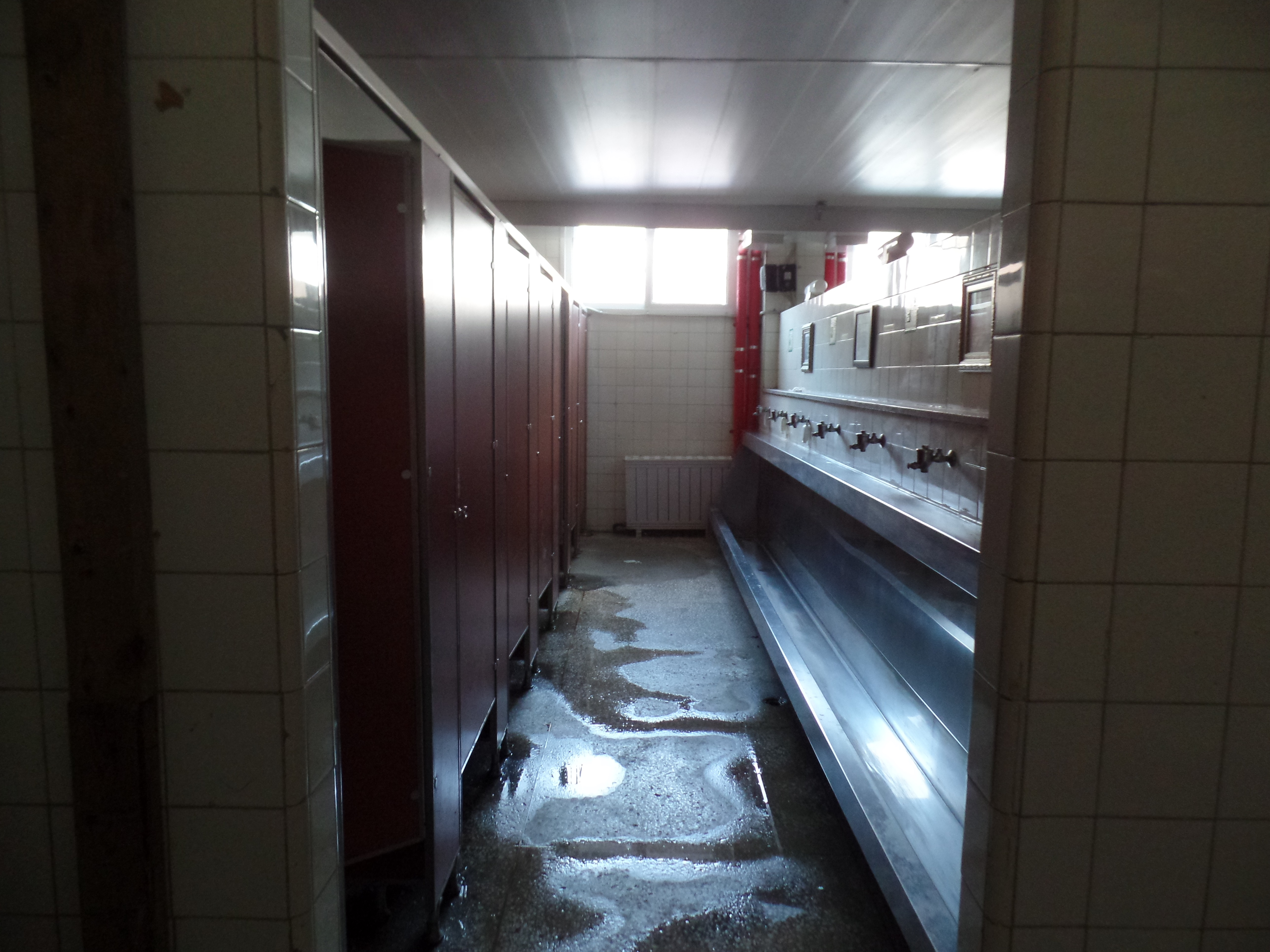
화장실
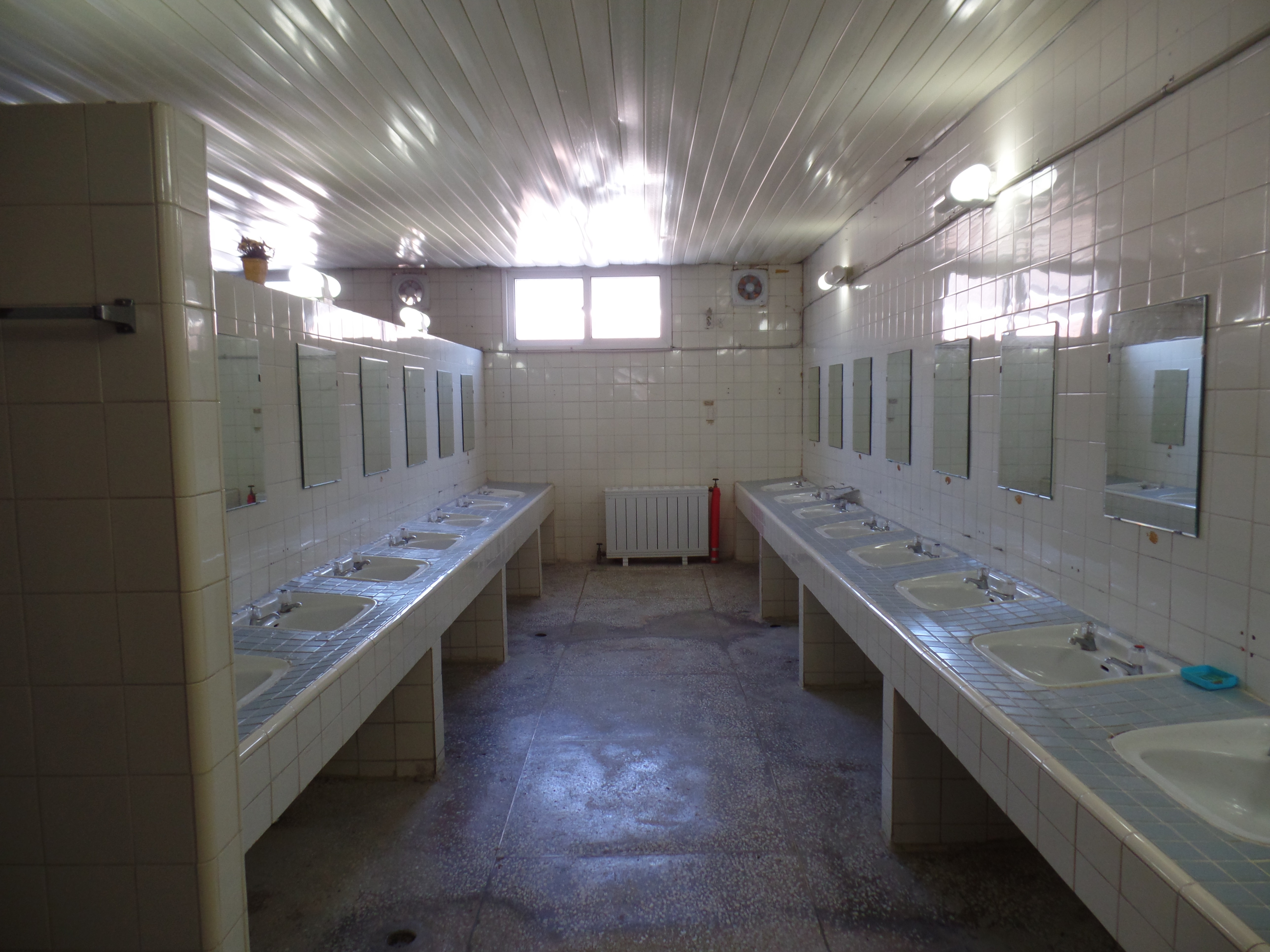
세면실
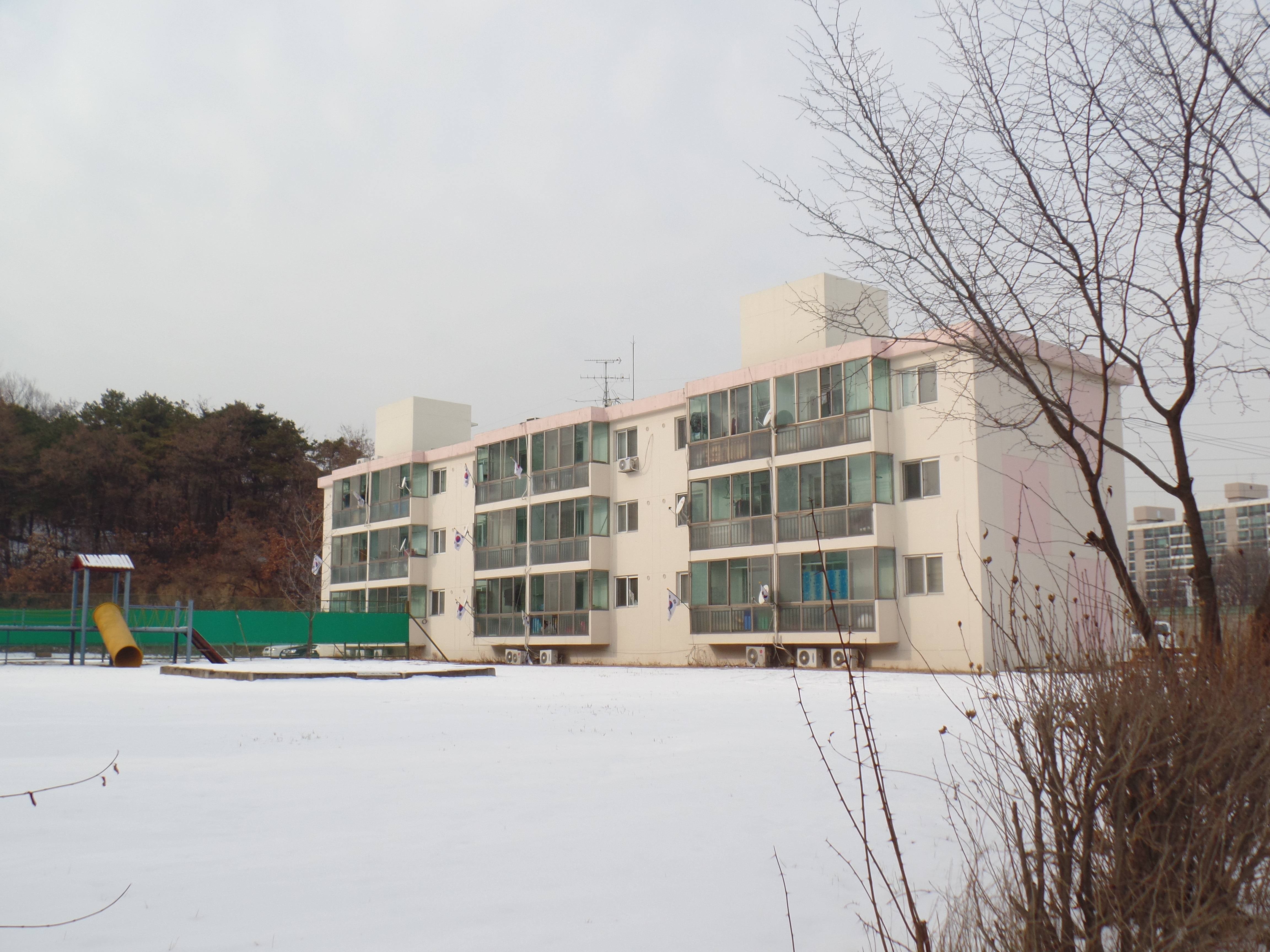
간부 아파트
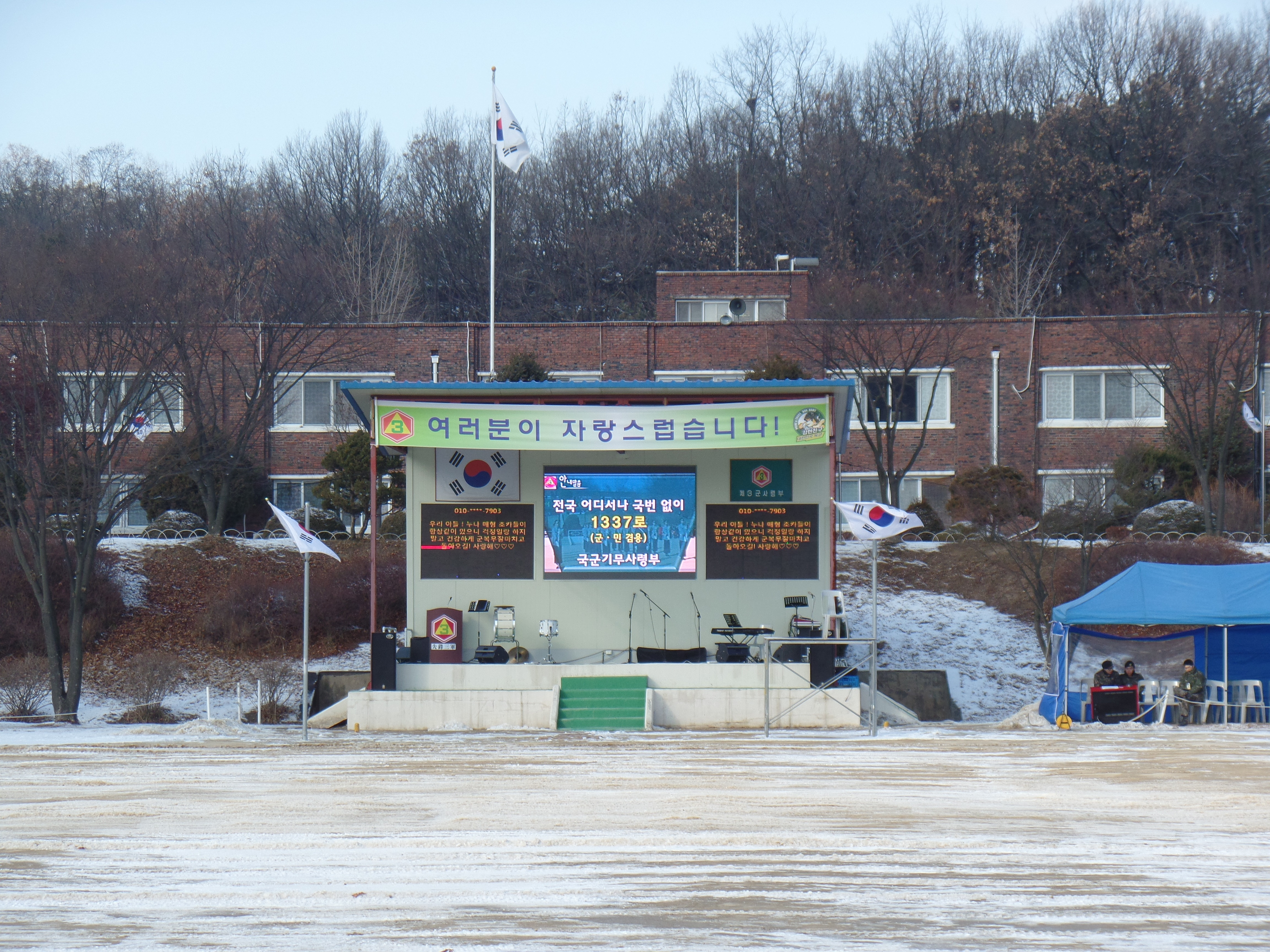
사열대

## 같이 보기
- 대한민국의 병역 제도
- 제102보충대대
- 육군훈련소(논산훈련소)